# Représentations diplomatiques de l'Égypte

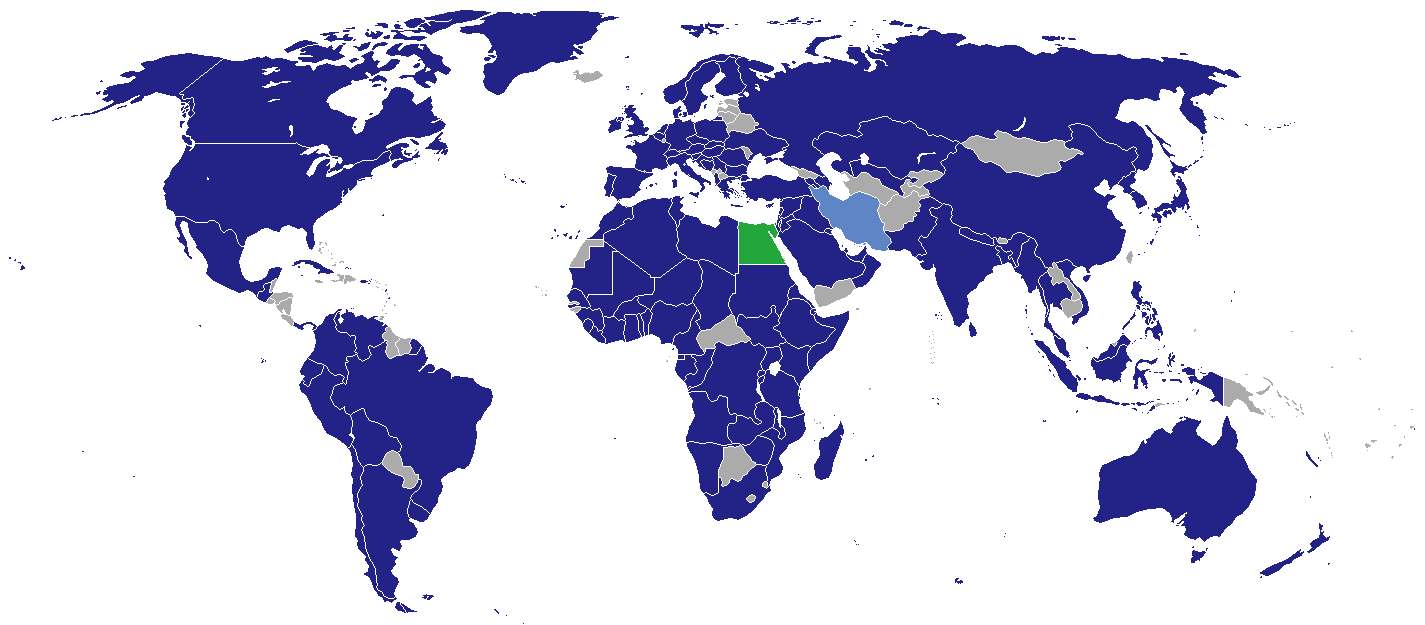
Représentations diplomatiques d'Égypte :
Égypte
Pays avec une ambassade égyptienne
Pays avec une section d'intérêt égyptienne

Cette liste comprend les représentations diplomatiques de l'Égypte, à l'exclusion des consulats honoraires. L'Égypte a une présence diplomatique mondiale étendue.

## Afrique
- Afrique du Sud
  - Pretoria (ambassade)
- Algérie
  - Alger (ambassade)
- Angola
  - Luanda (ambassade)
- Bénin
  - Cotonou (ambassade)
- Burkina Faso
  - Ouagadougou (ambassade)
- Burundi
  - Bujumbura (ambassade)
- Cameroun
  - Yaoundé (ambassade)
- Côte d'Ivoire
  - Abidjan (ambassade)
- Djibouti
  - Djibouti (ambassade)
- Érythrée
  - Asmara (ambassade)
- Éthiopie
  - Addis-Abeba (ambassade)
- Gabon
  - Libreville (ambassade)
- Ghana
  - Accra (ambassade)
- Guinée
  - Conakry (ambassade)
- Guinée équatoriale
  - Malabo (ambassade)
- Kenya
  - Nairobi (ambassade)
- Liberia
  - Monrovia (ambassade)
- Libye
  - Tripoli (ambassade)
  - Benghazi (consulat général)
- Madagascar
  - Antananarivo (ambassade)
- Malawi
  - Lilongwe (ambassade)
- Mali
  - Bamako (ambassade)
- Maroc
  - Rabat (ambassade)
- Maurice
  - Port-Louis (ambassade)
- Mauritanie
  - Nouakchott (ambassade)
- Mozambique
  - Maputo (ambassade)
- Namibie
  - Windhoek (ambassade)
- Niger
  - Niamey (ambassade)
- Nigeria
  - Abuja (ambassade)
  - Lagos (consulat général)
- Ouganda
  - Kampala (ambassade)
- République démocratique du Congo
  - Kinshasa (ambassade)
- République du Congo
  - Brazzaville (ambassade)
- Rwanda
  - Kigali (ambassade)
- Sénégal
  - Dakar (ambassade)
- Sierra Leone
  - Freetown (ambassade)
- Somalie
  - Mogadiscio (ambassade)
- Soudan
  - Khartoum (ambassade)
  - Port-Soudan (consulat général)
- Soudan du Sud
  - Djouba (ambassade)
- Tanzanie
  - Dar es Salam (ambassade)
  - Zanzibar (consulat général)
- Tchad
  - N'Djaména (ambassade)
- Togo
  - Lomé (ambassade)
- Tunisie
  - Tunis (ambassade)
- Zambie
  - Lusaka (ambassade)
- Zimbabwe
  - Harare (ambassade)

## Amérique
- Argentine
  - Buenos Aires (ambassade)
- Bolivie
  - La Paz (ambassade)
- Brésil
  - Brasilia (ambassade)
  - Rio de Janeiro (consulat général)
- Canada
  - Ottawa (ambassade)
  - Montréal (consulat général)
- Chili
  - Santiago (ambassade)
- Colombie
  - Bogota (ambassade)
- Cuba
  - La Havane (ambassade)
- Équateur
  - Quito (ambassade)
- États-Unis
  - Washington (ambassade)
  - Chicago (consulat général)
  - Houston (consulat général)
  - Los Angeles (consulat général)
  - New York (consulat général)
- Guatemala
  - Guatemala (ambassade)
- Mexico
  - Mexico (ambassade)
- Panama
  - Panama (ambassade)
- Pérou
  - Lima (ambassade)
- Uruguay
  - Montevideo (ambassade)
- Venezuela
  - Caracas (ambassade)

## Asie
- Arabie saoudite
  - Riyad (ambassade)
  - Djeddah (consulat général)
- Arménie
  - Erevan (ambassade)
- Azerbaïdjan
  - Bakou (ambassade)
- Bahreïn
  - Manama (ambassade)
- Bangladesh
  - Dacca (ambassade)
- Birmanie
  - Rangoun (ambassade)
- Chine
  - Pékin (ambassade)
  - Hong Kong (consulat général)
  - Shanghai (consulat général)
- Corée du Nord
  - Pyongyang (ambassade)
- Corée du Sud
  - Séoul (ambassade)
- Émirats arabes unis
  - Abou Dabi (ambassade)
  - Dubaï (consulat général)
- Inde
  - New Delhi (ambassade)
  - Bombay (consulat général)
- Indonésie
  - Jakarta (ambassade)
- Irak
  - Bagdad (ambassade)
  - Erbil (consulat général)
  - Mossoul (consulat général)
- Iran
  - Téhéran (section d'intérêts)
- Israël
  - Tel Aviv-Jaffa (ambassade)
  - Eilat (consulat général)
- Japon
  - Tokyo (ambassade)
- Jordanie
  - Amman (ambassade)
  - Aqaba (consulat général)
- Kazakhstan
  - Noursoultan (ambassade)
  - Almaty (consulat général)
- Koweït
  - Koweït (ambassade)
- Liban
  - Beyrouth (ambassade)
- Malaisie
  - Kuala Lumpur (ambassade)
- Népal
  - Katmandou (ambassade)
- Oman
  - Mascate (ambassade)
- Ouzbékistan
  - Tachkent (ambassade)
- Pakistan
  - Islamabad (ambassade)
- Palestine
  - Ramallah (bureau de représentation)
  - Gaza (bureau de représentation)
- Philippines
  - Manille (ambassade)
- Qatar
  - Doha (ambassade)
- Singapour
  - Singapour (ambassade)
- Sri Lanka
  - Colombo (ambassade)
- Syrie
  - Damas (ambassade)
- Thaïlande
  - Bangkok (ambassade)
- Turquie
  - Ankara (ambassade)
  - Istanbul (consulat général)
- Vietnam
  - Hanoï (ambassade)

## Europe
- Albanie
  - Tirana (ambassade)
- Allemagne
  - Berlin (ambassade)
  - Francfort (consulat général)
  - Hambourg (consulat général)
- Autriche
  - Vienne (ambassade)
- Belgique
  - Bruxelles (ambassade)
- Bosnie-Herzégovine
  - Sarajevo (ambassade)
- Bulgarie
  - Sofia (ambassade)
- Chypre
  - Nicosie (ambassade)
- Croatie
  - Zagreb (ambassade)
- Danemark
  - Copenhague (ambassade)
- Espagne
  - Madrid (ambassade)
- Finlande
  - Helsinki (ambassade)
- France
  - Paris (ambassade)
  - Marseille (consulat général)
  - Neuilly-sur-Seine (consulat général)
- Grèce
  - Athènes (ambassade)
- Hongrie
  - Budapest (ambassade)
- Irlande
  - Dublin (ambassade)
- Italie
  - Rome (ambassade)
  - Milan (consulat général)
- Malte
  - La Valette (ambassade)
- Norvège
  - Oslo (ambassade)
- Pays-Bas
  - La Haye (ambassade)
- Pologne
  - Varsovie (ambassade)
- Portugal
  - Lisbonne (ambassade)
- République tchèque
  - Prague (ambassade)
- Roumanie
  - Bucarest (ambassade)
- Royaume-Uni
  - Londres (ambassade)
- Russie
  - Moscou (ambassade)
- Serbie
  - Belgrade (ambassade)
- Slovaquie
  - Bratislava (ambassade)
- Slovénie
  - Ljubljana (ambassade)
- Suède
  - Stockholm (ambassade)
- Suisse
  - Berne (ambassade)
  - Genève (consulat général)
- Ukraine
  - Kiev (ambassade)
- Vatican
  - Rome (ambassade)[note 1]

## Océanie
- Australie
  - Canberra (ambassade)
  - Melbourne (consulat général)
  - Sydney (consulat général)
- Nouvelle-Zélande
  - Wellington (ambassade)

## Organisations internationales
- Union africaine
  - Addis-Abeba (mission permanente)
- Organisation des Nations unies pour l'alimentation et l'agriculture
  - Rome (mission permanente)
- Union européenne
  - Bruxelles (mission)
- ONU
  - Genève (mission permanente auprès des Nations unies et d'autres organisations internationales)
  - New York (mission permanente auprès des Nations unies)
  - Nairobi (mission permanente auprès des Nations unies et d'autres organisations internationales)
  - Vienne (mission permanente auprès des Nations unies)
- UNESCO
  - Paris (mission permanente)

## Galerie

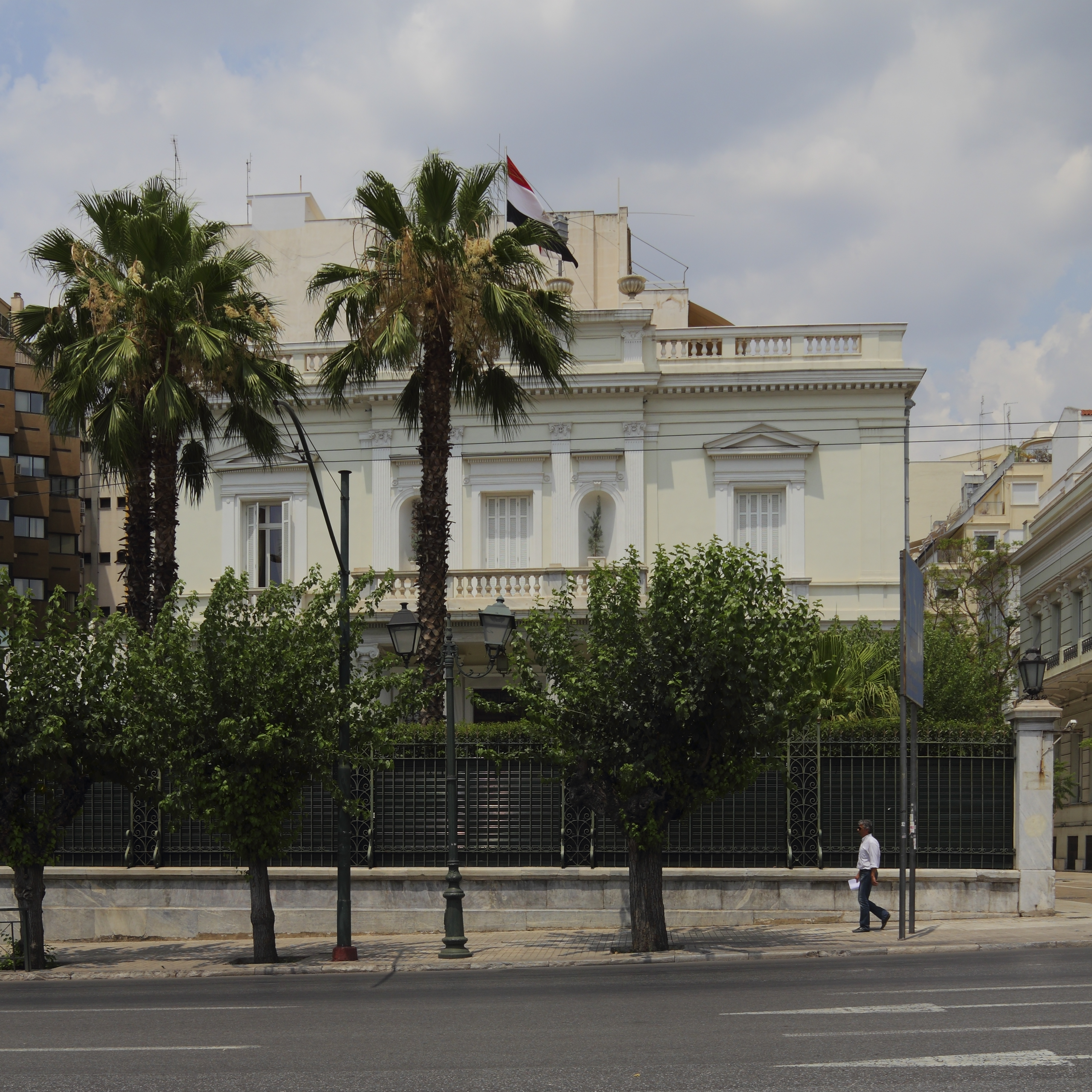
Ambassade à Athènes.
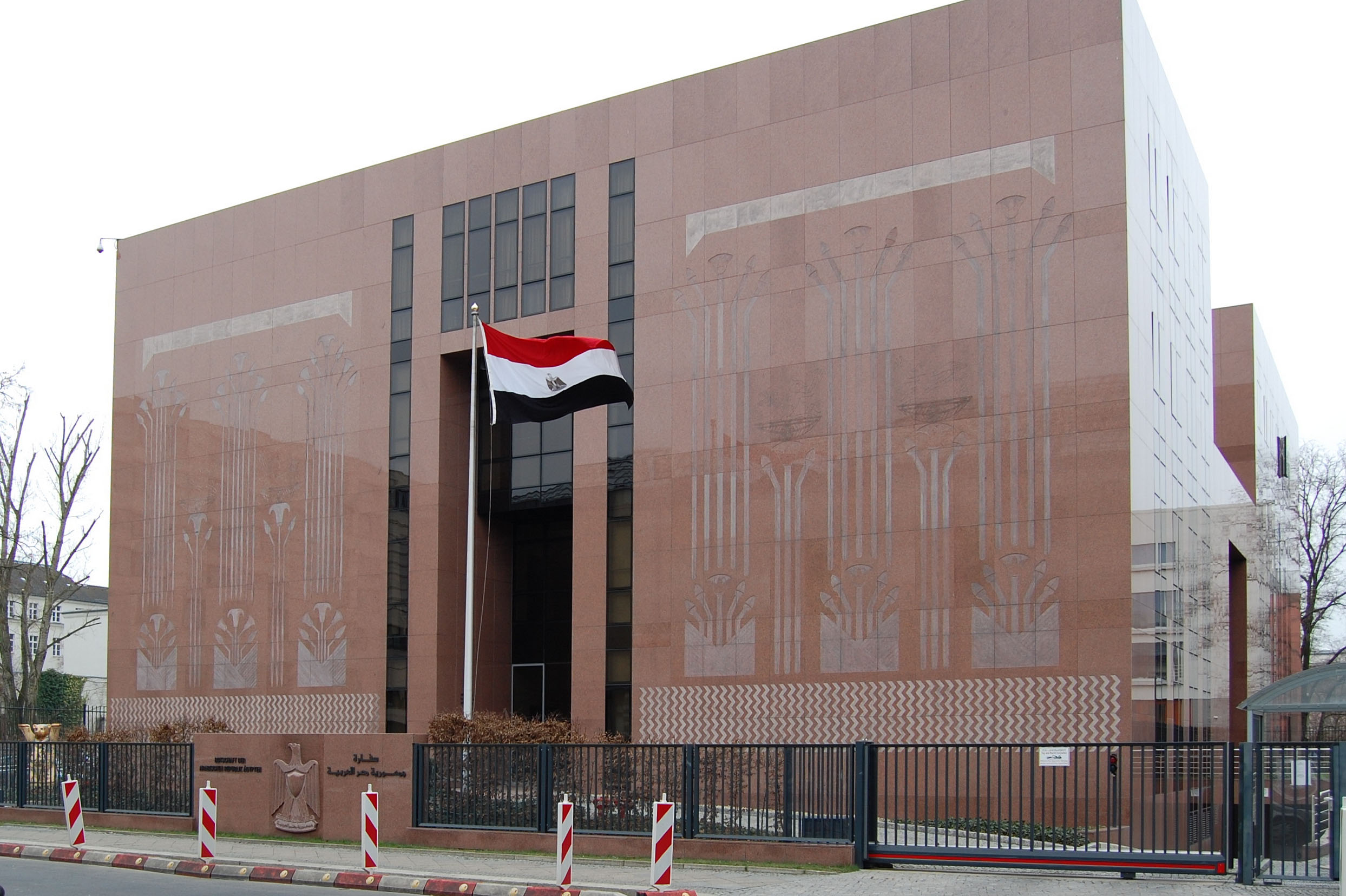
Ambassade à Berlin.
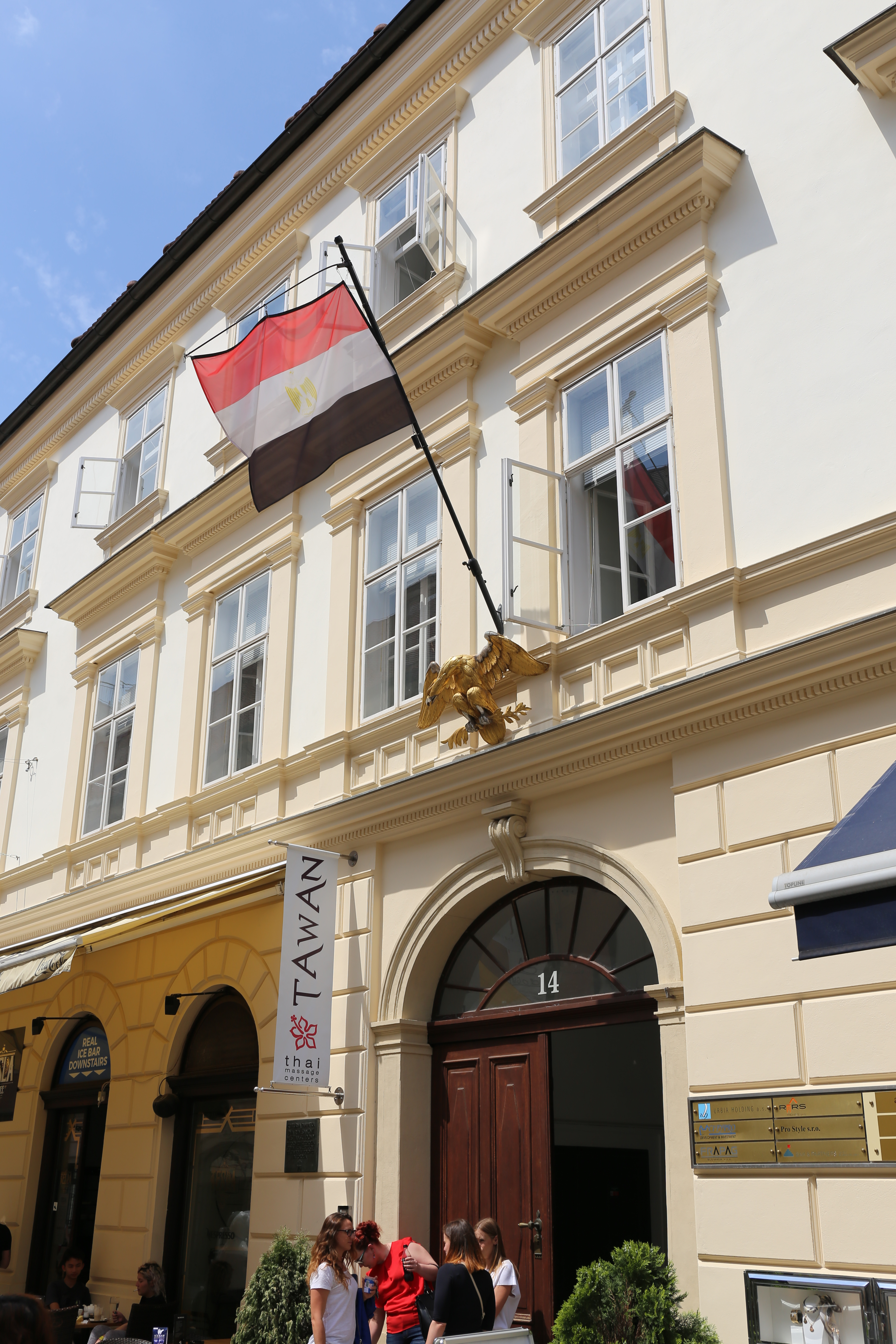
Ambassade à Bratislava.
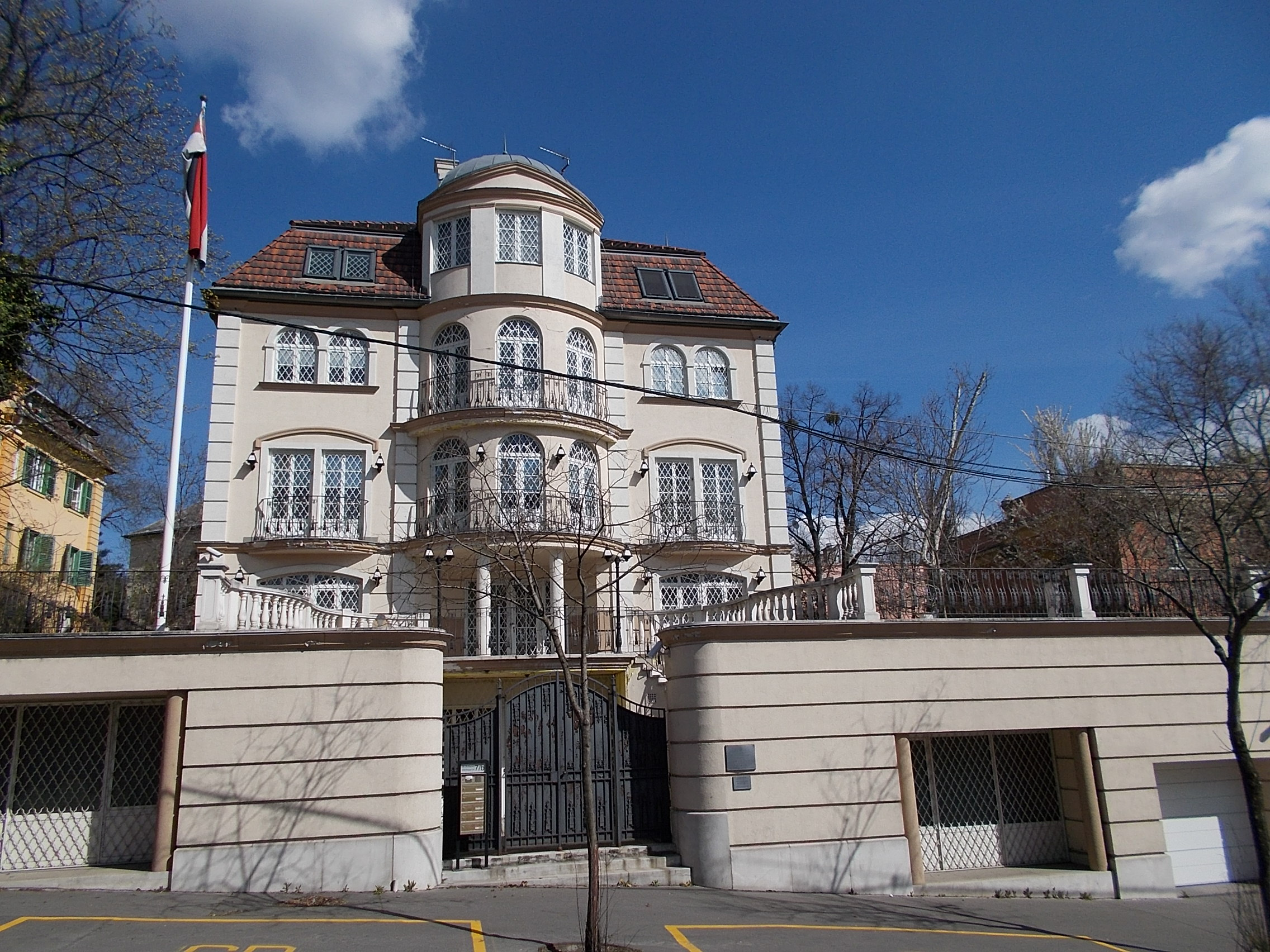
Ambassade à Budapest.
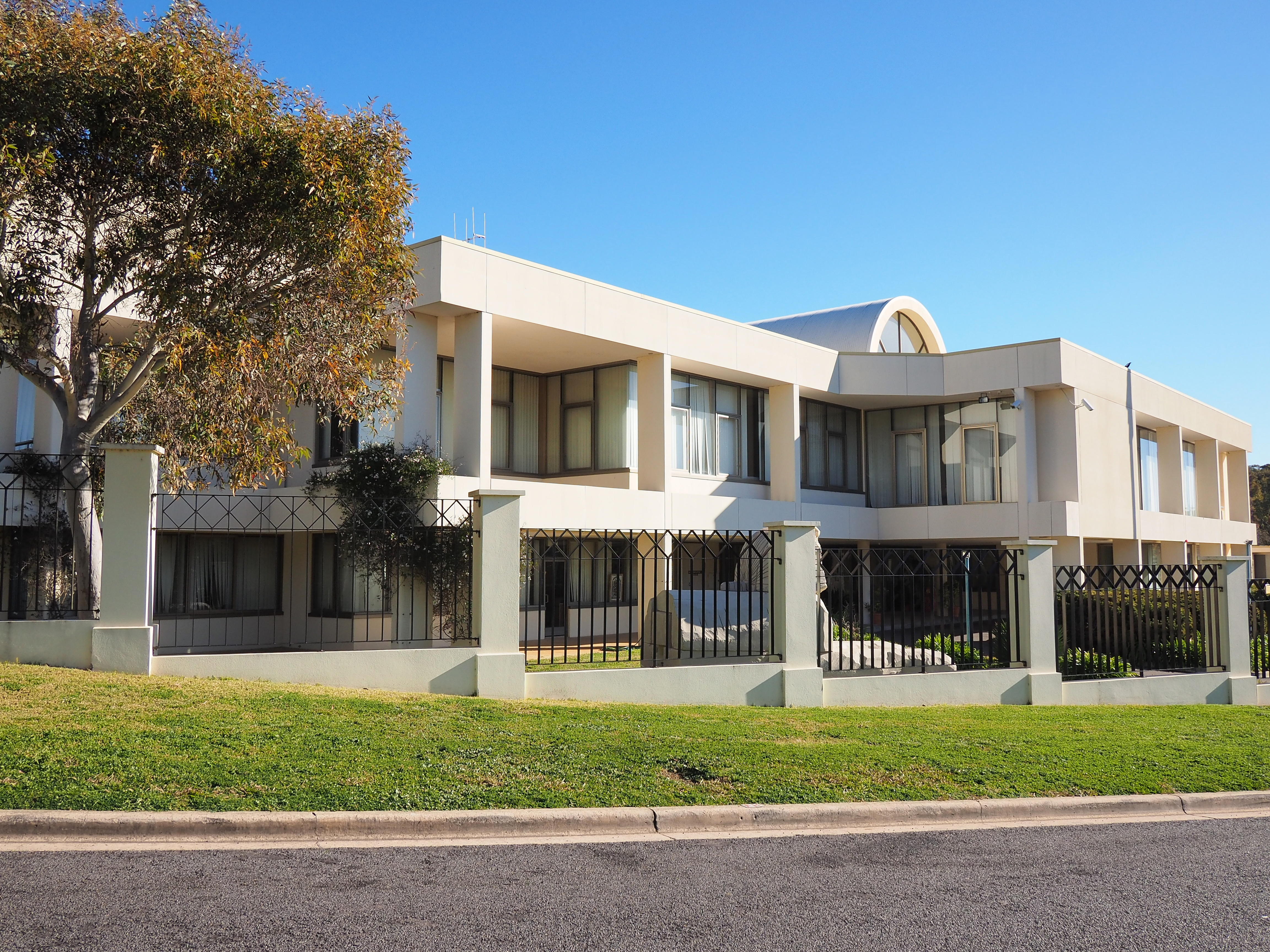
Ambassade à Canberra.
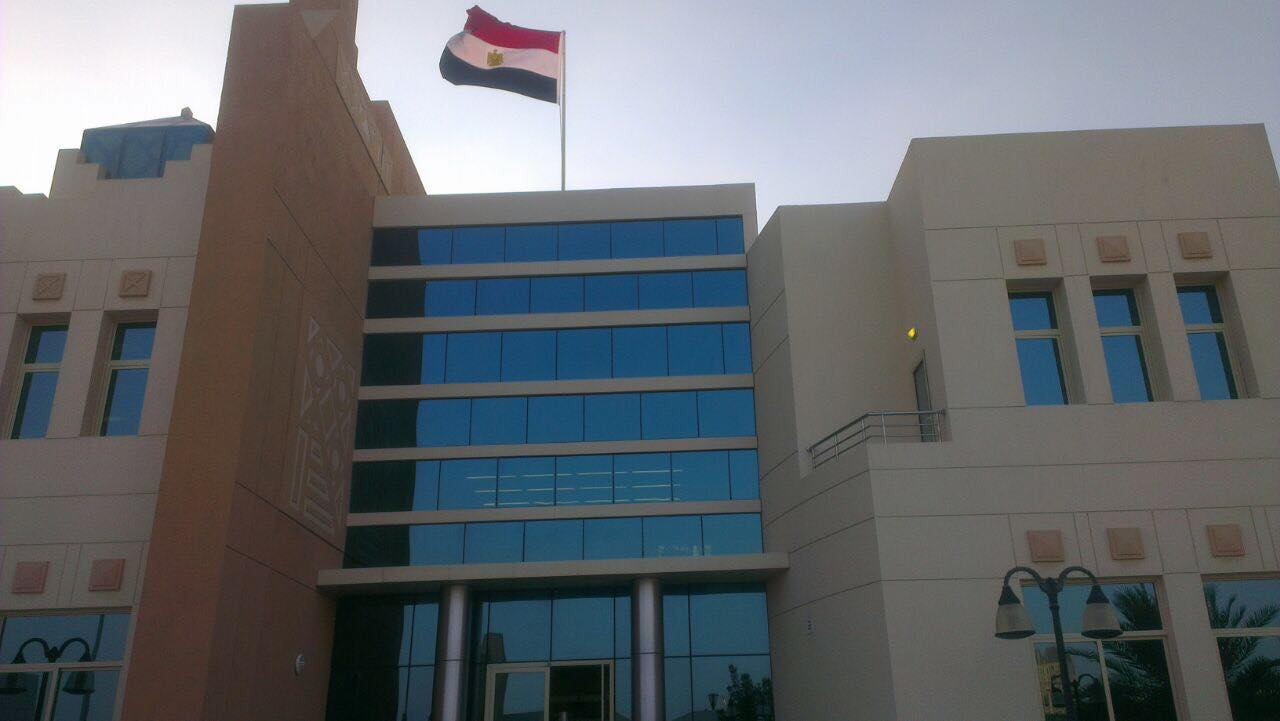
Ambassade à Doha.
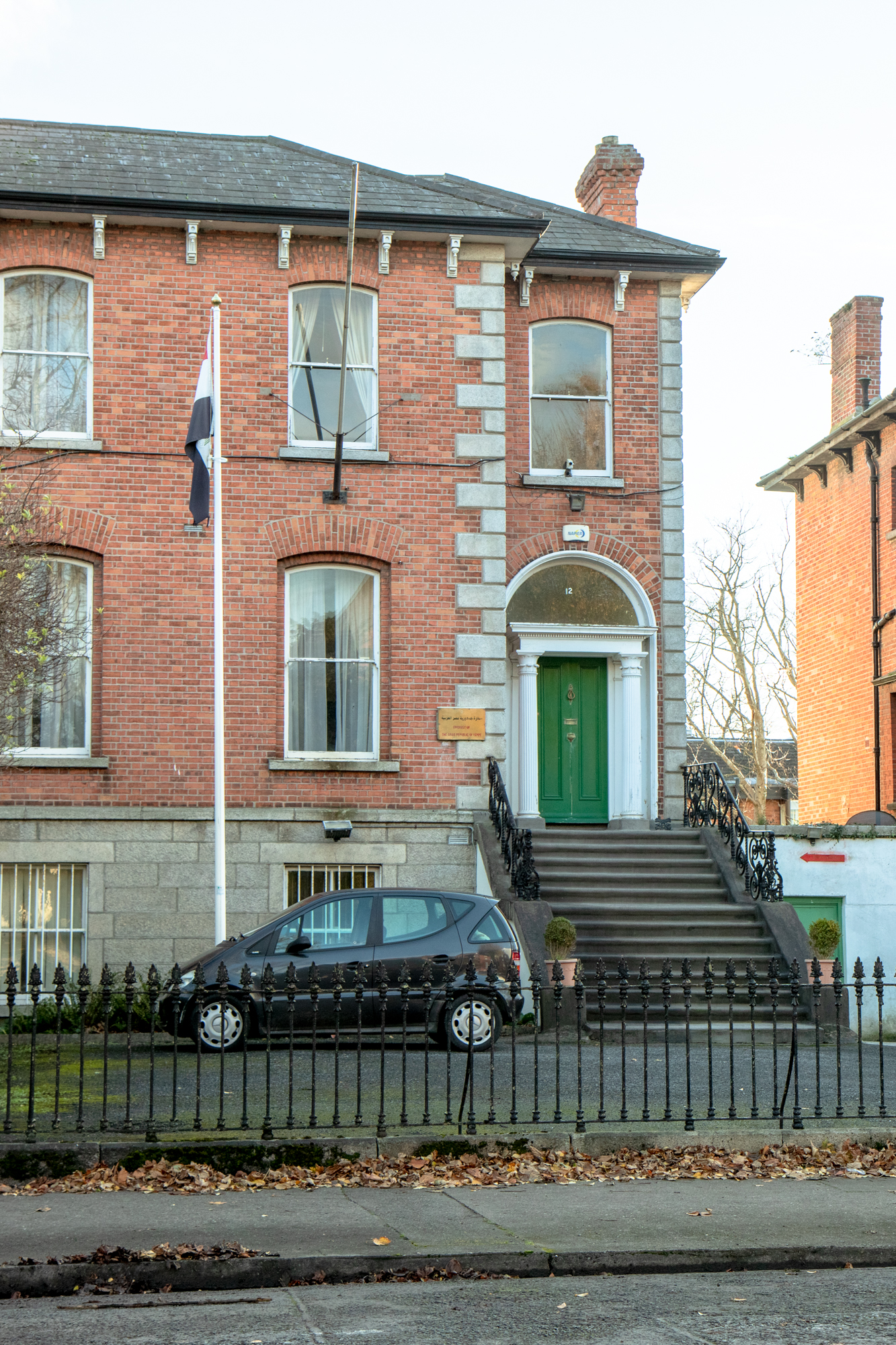
Ambassade à Dublin.
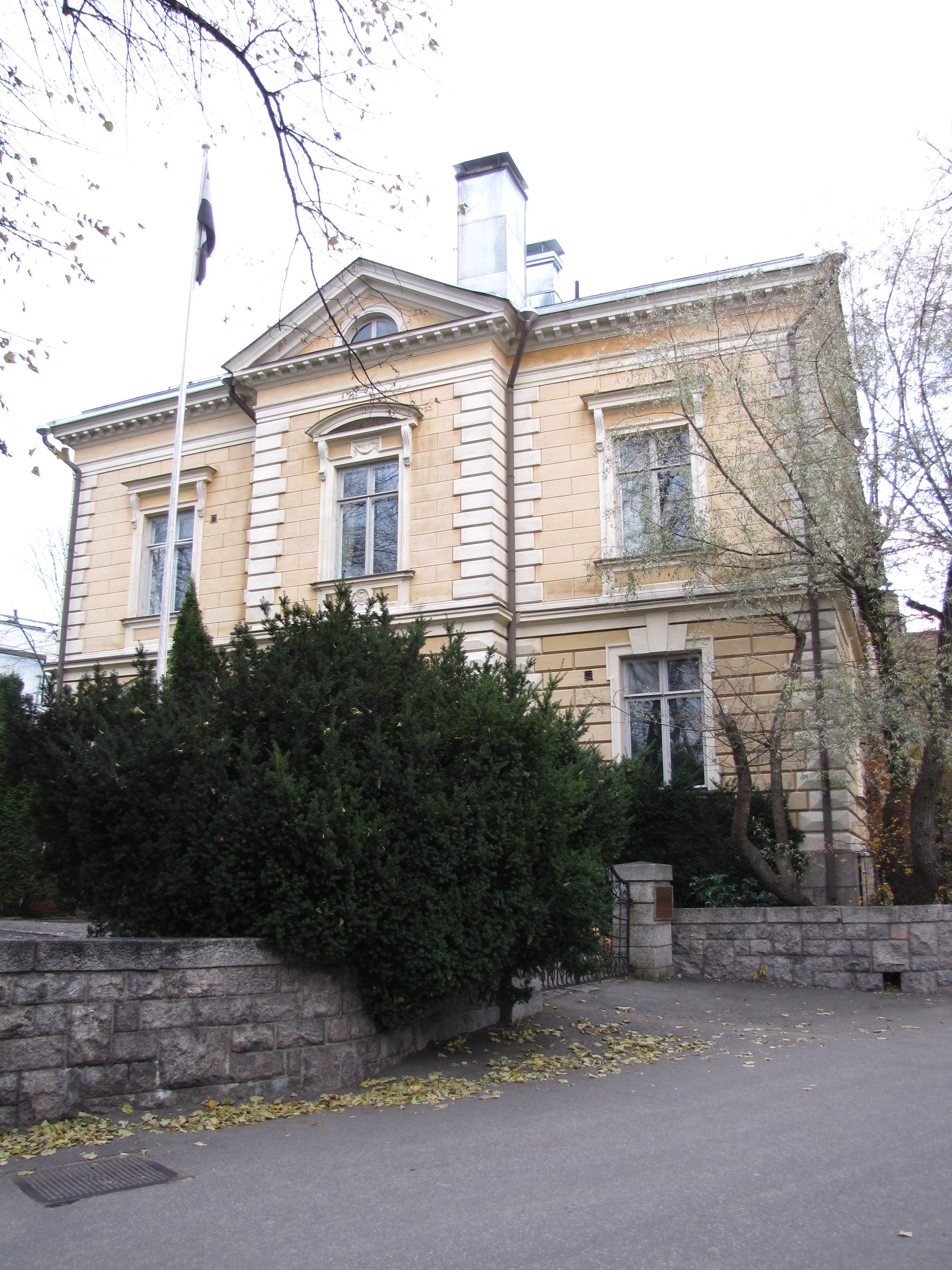
Ambassade à Helsinki.
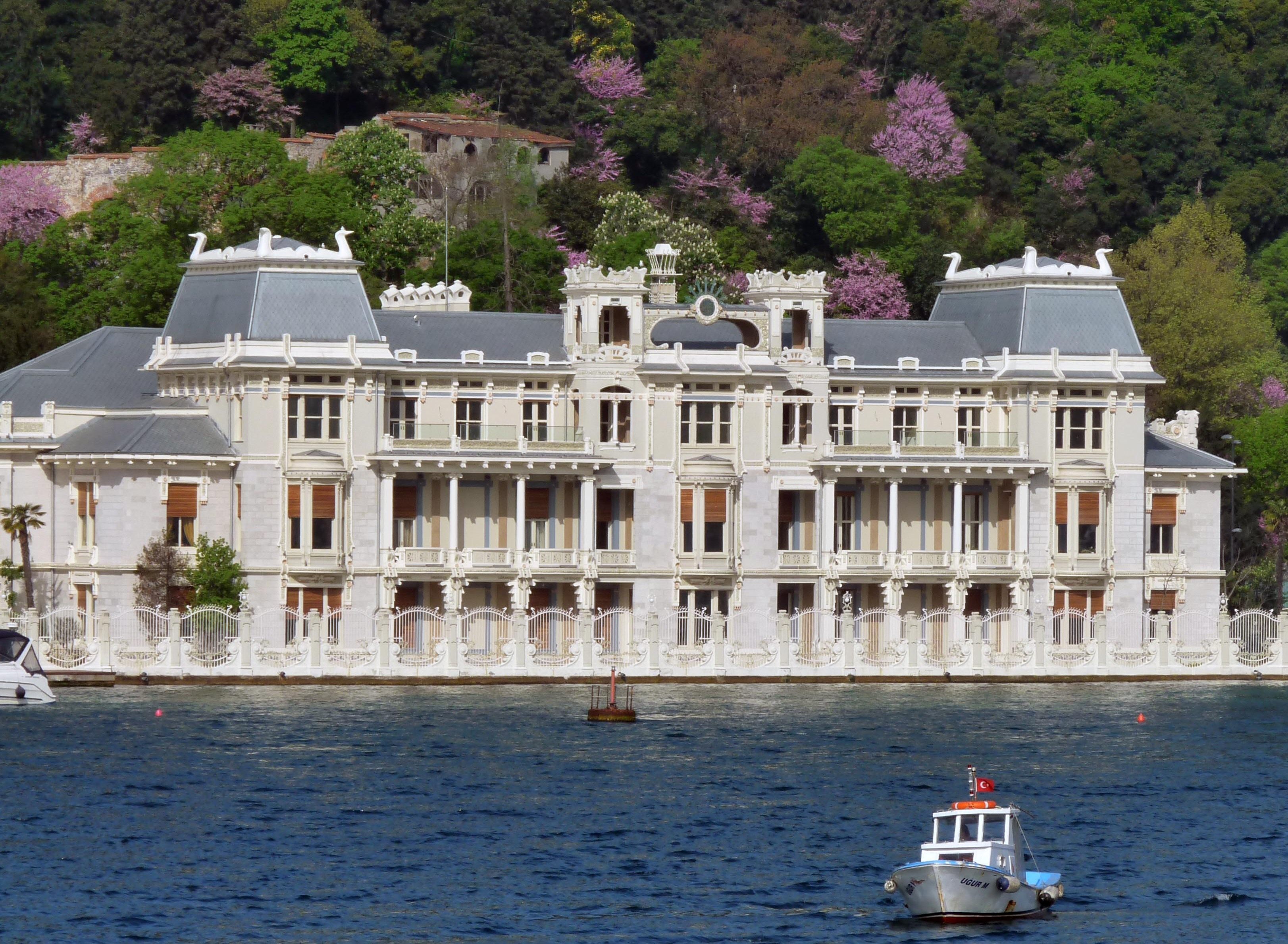
Consulat général à Istanbul.
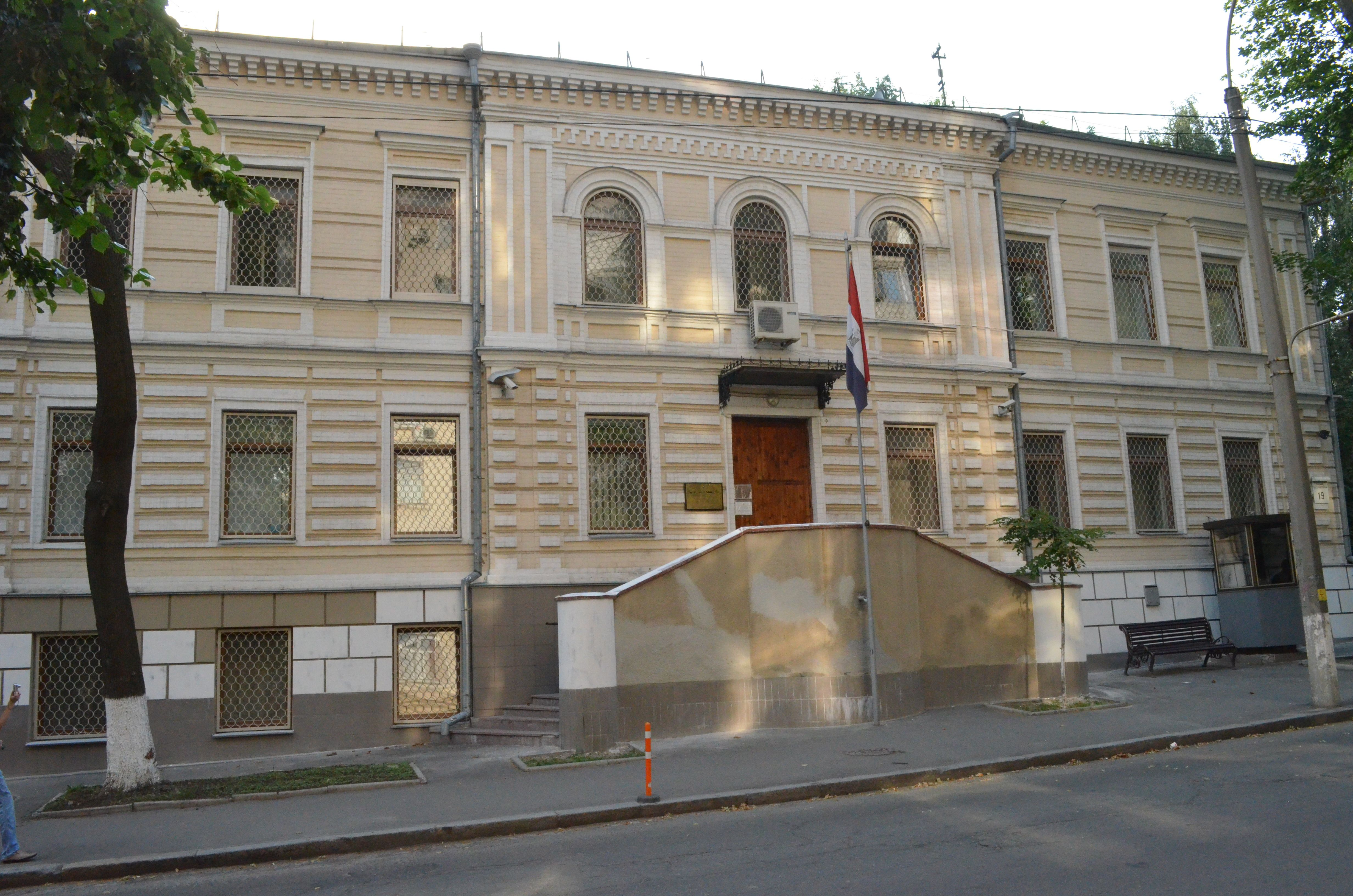
Ambassade à Kiev.
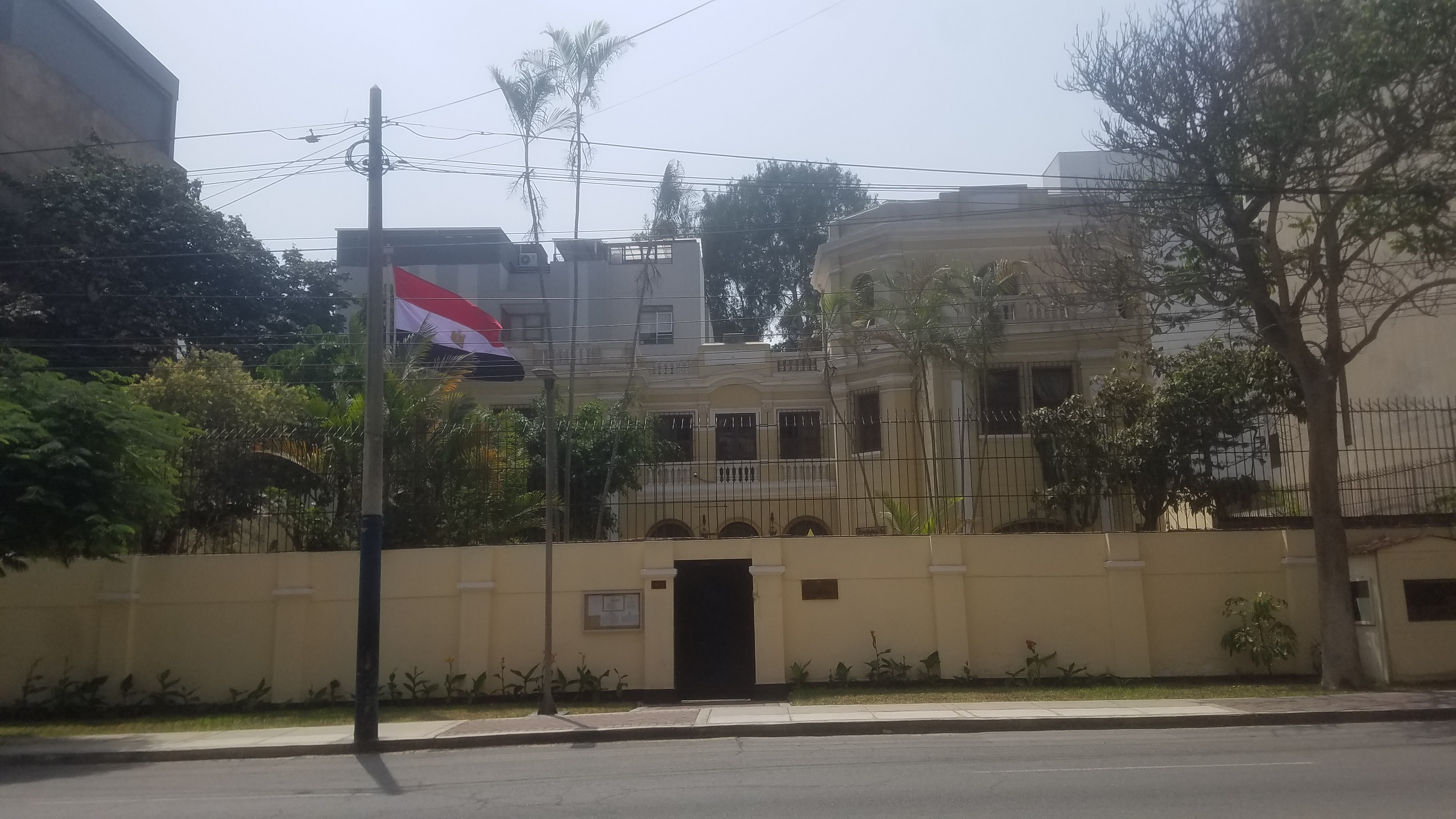
Ambassade à Lima.
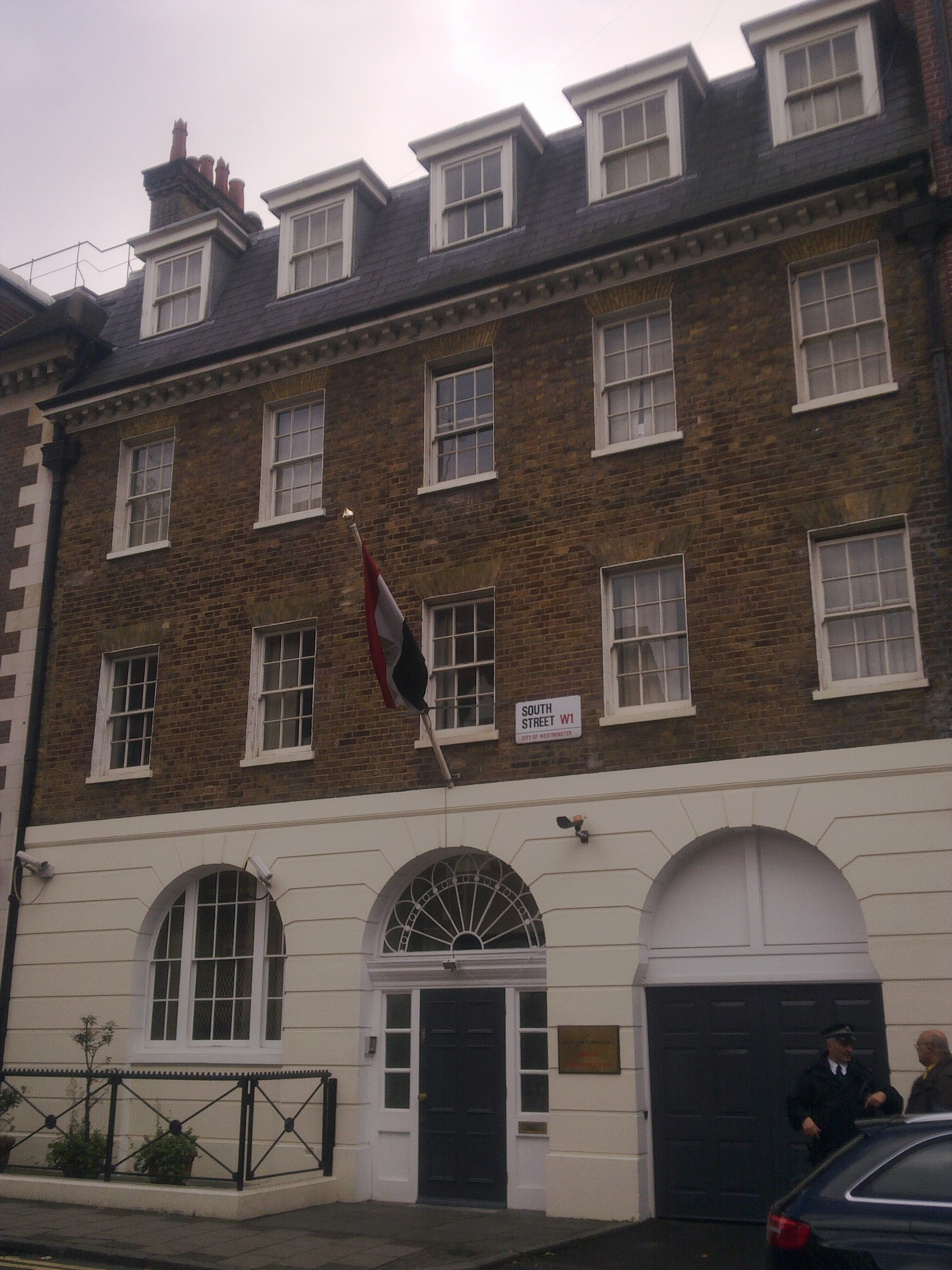
Ambassade à Londres.
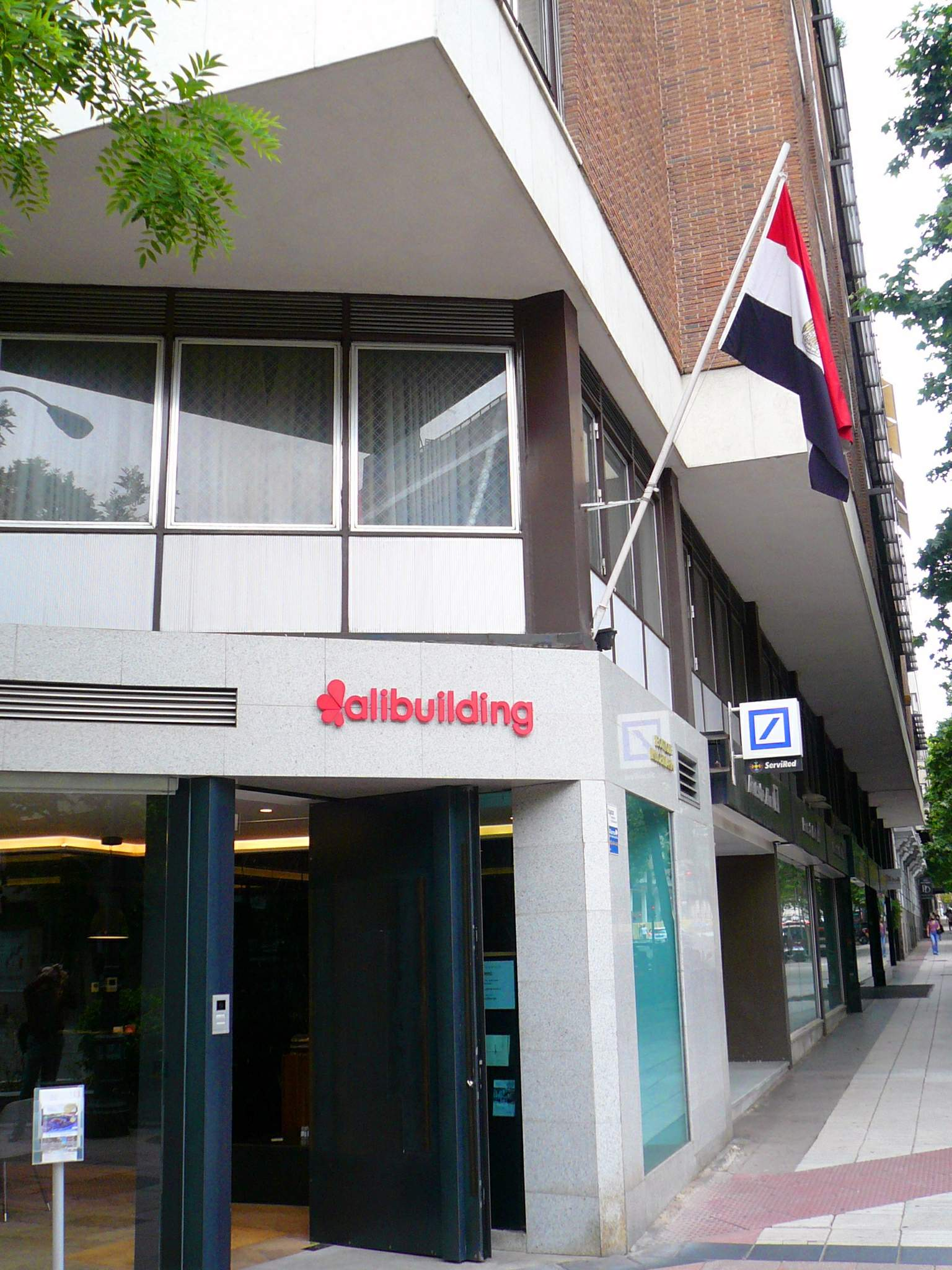
Ambassade à Madrid.
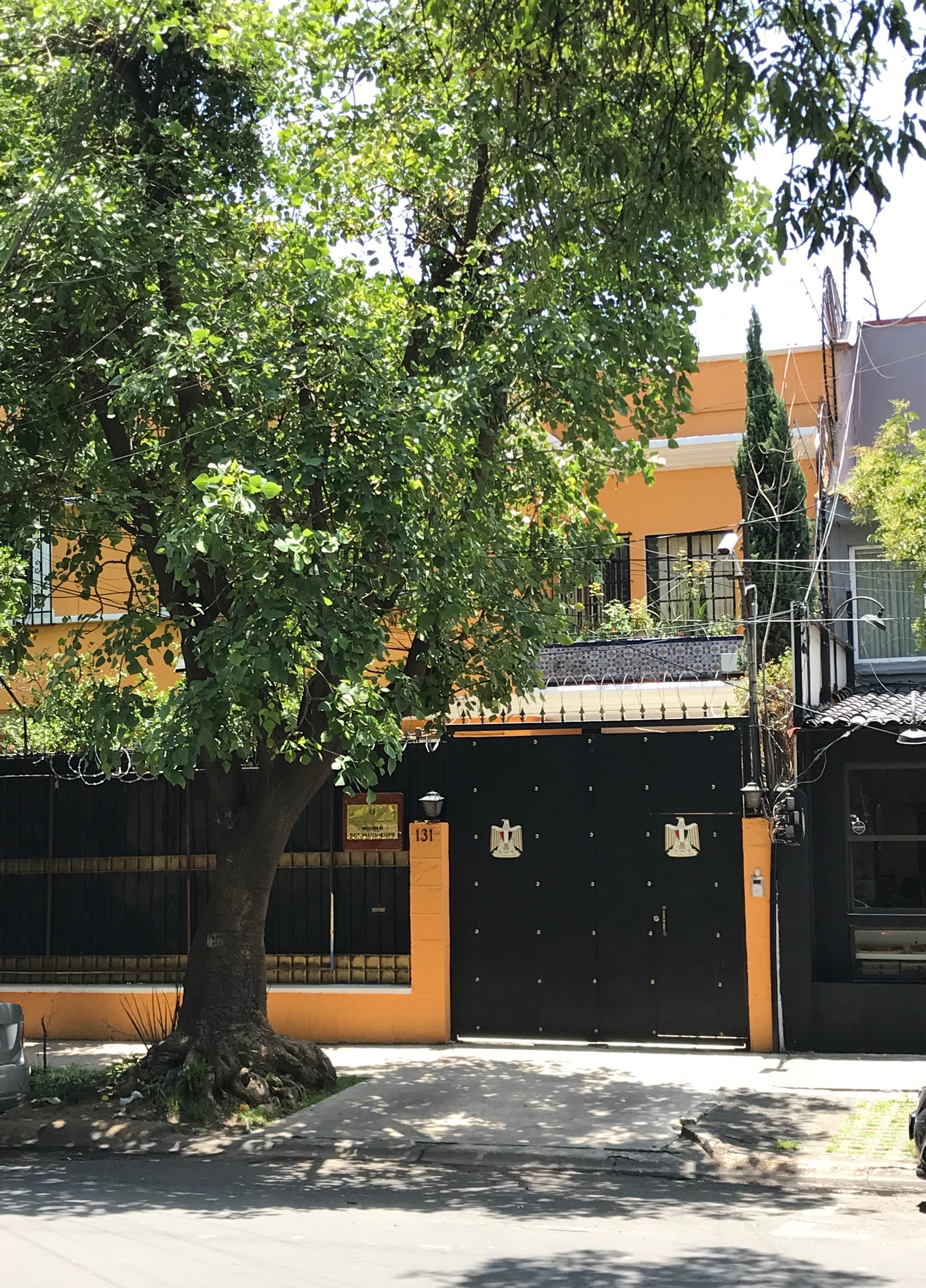
Ambassade à Mexico.
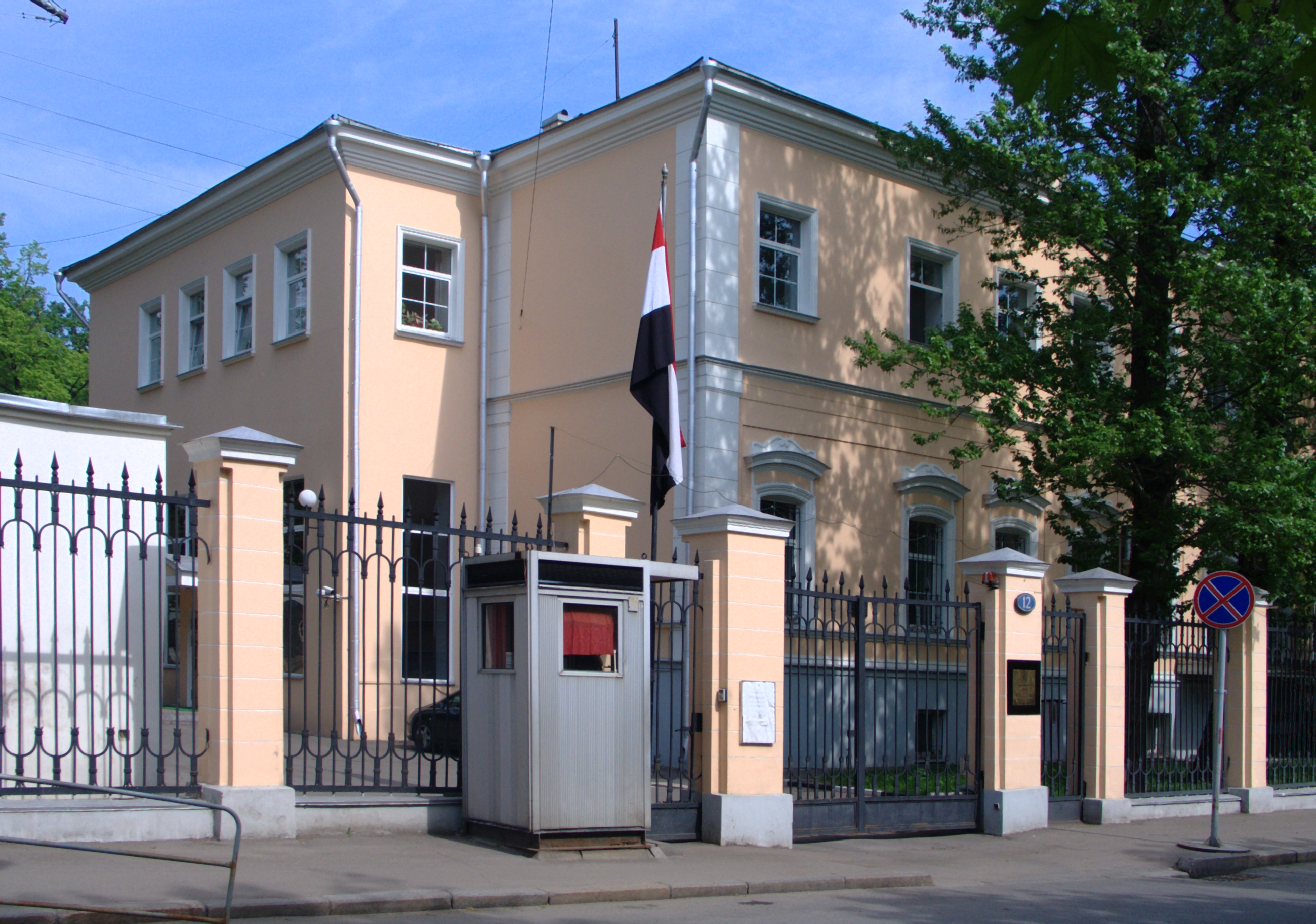
Ambassade à Moscou.
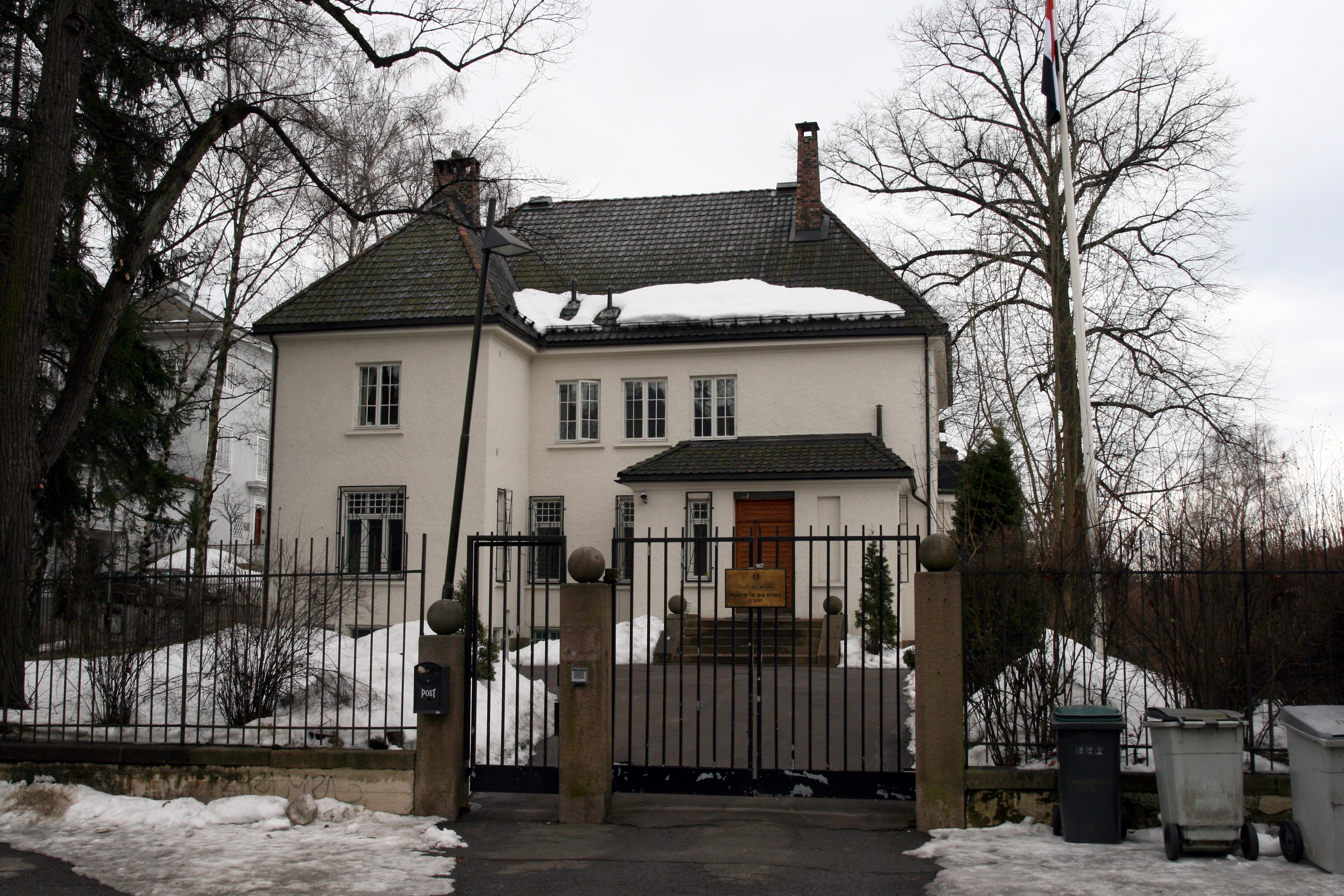
Ambassade à Oslo.
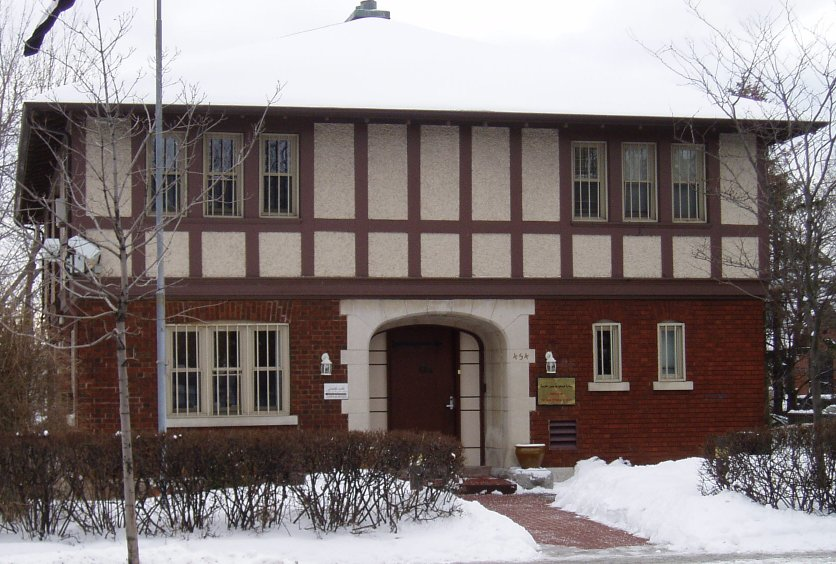
Ambassade à Ottawa.
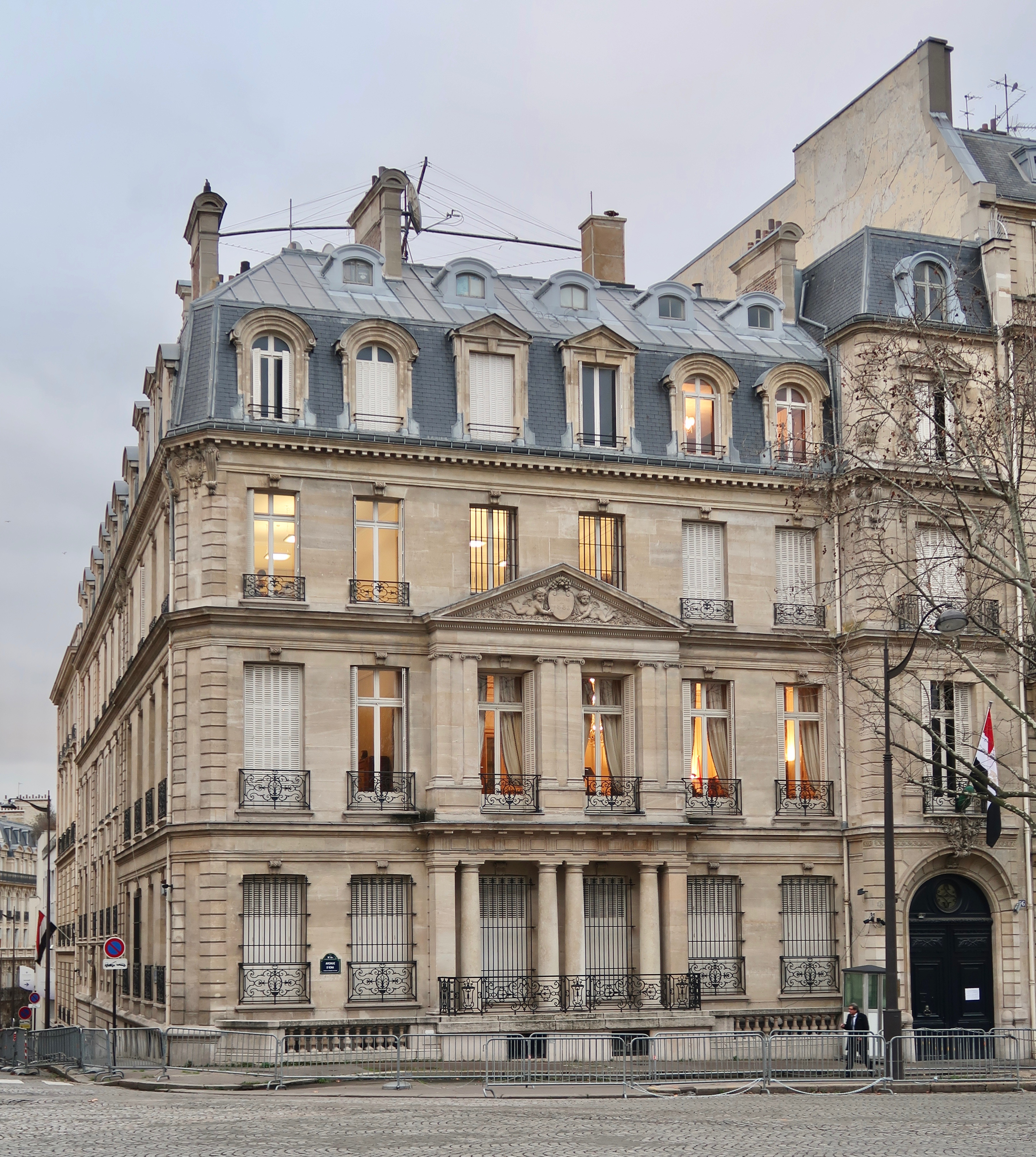
Ambassade à Paris.
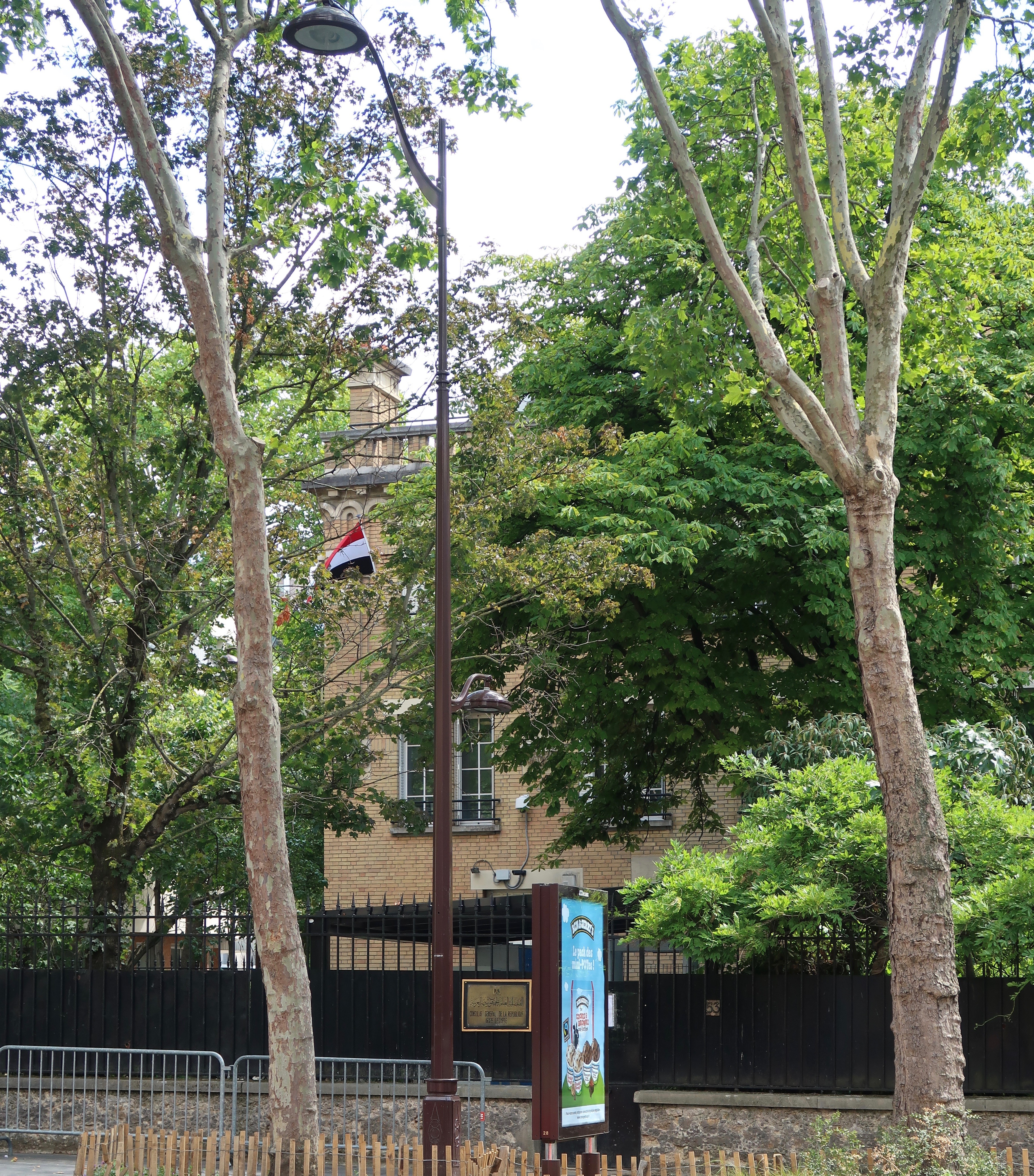
Consulat général à Neuilly-sur-Seine.
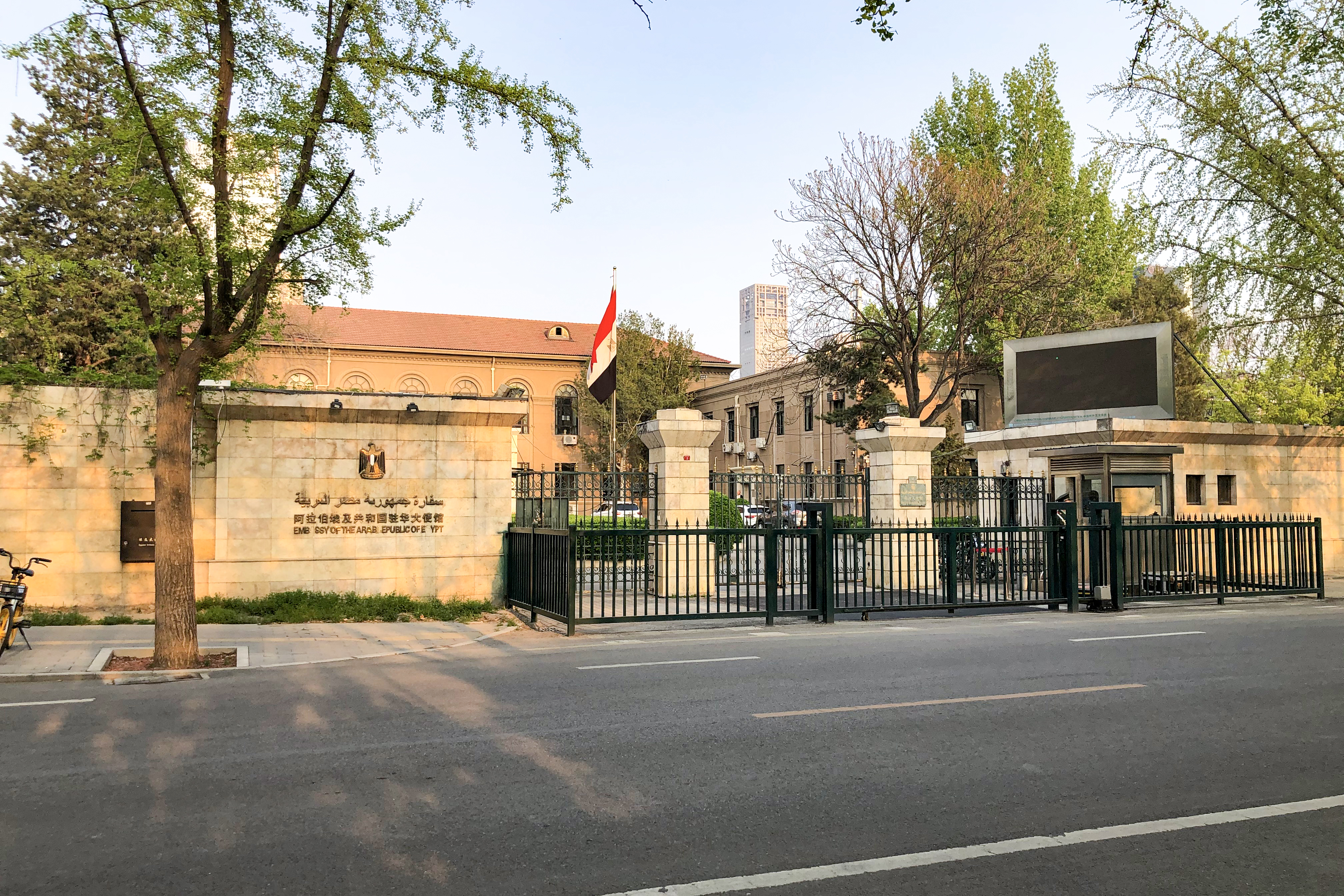
Ambassade à Pékin.
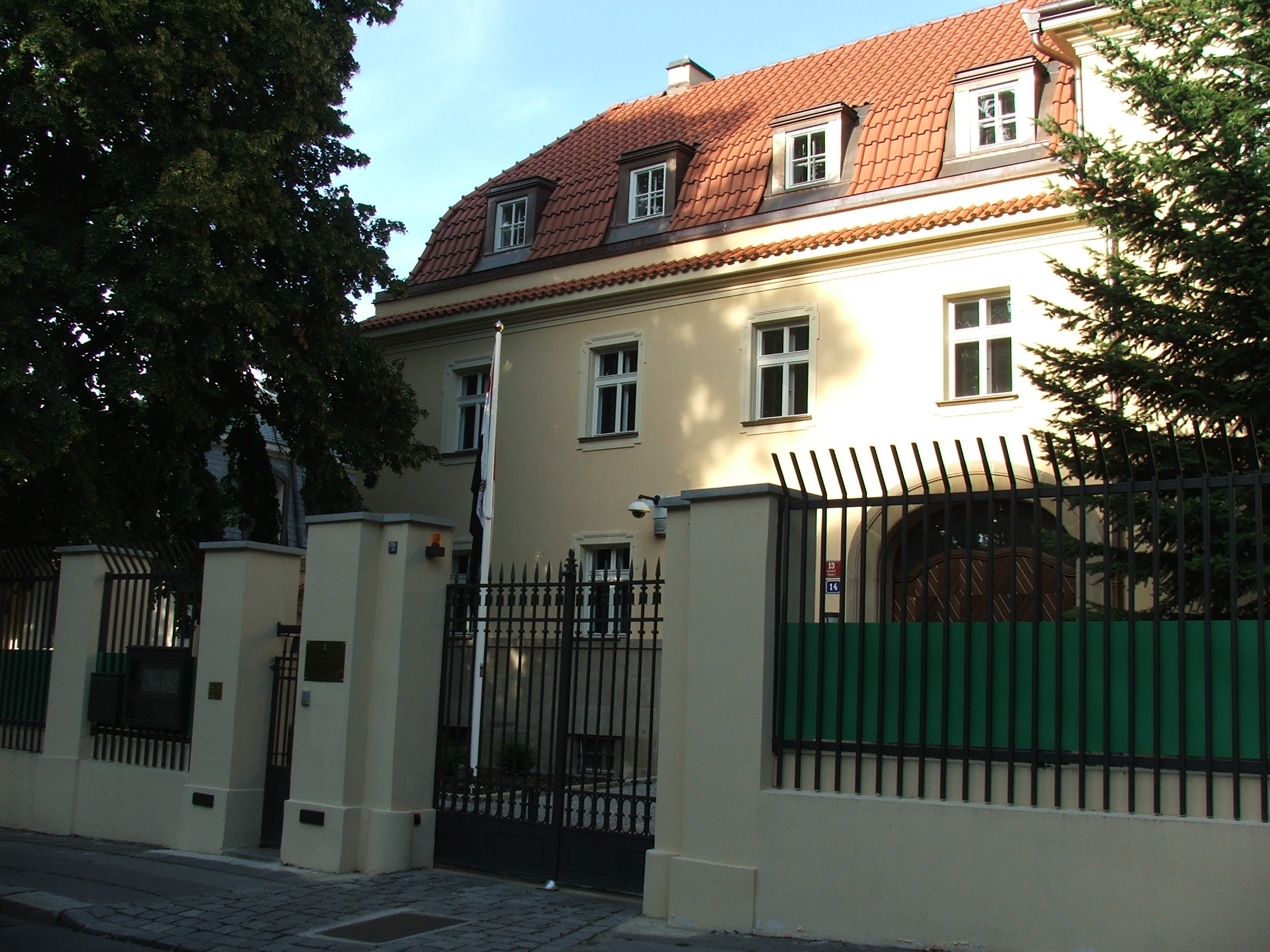
Ambassade à Prague.
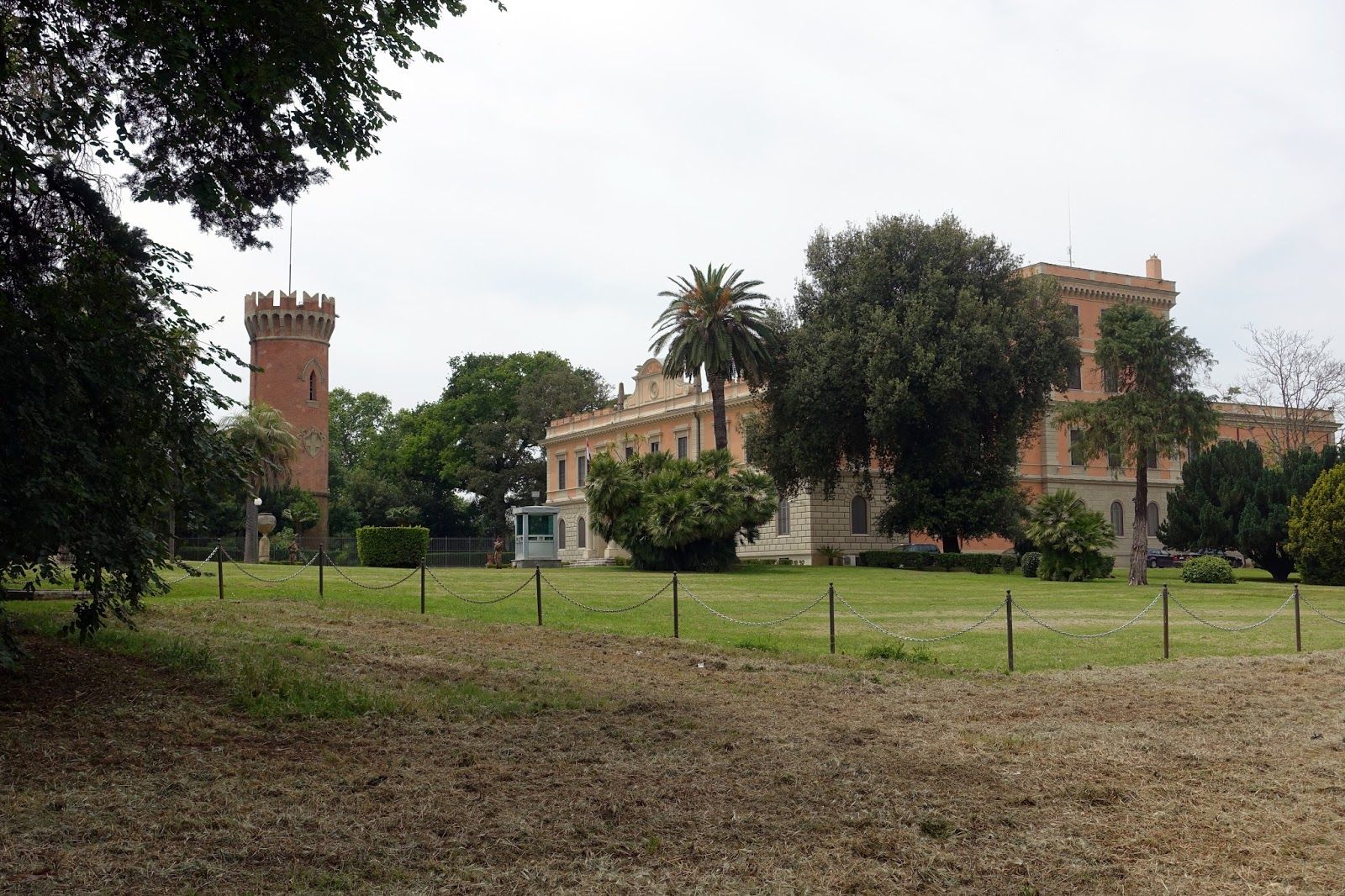
Ambassade à Rome.
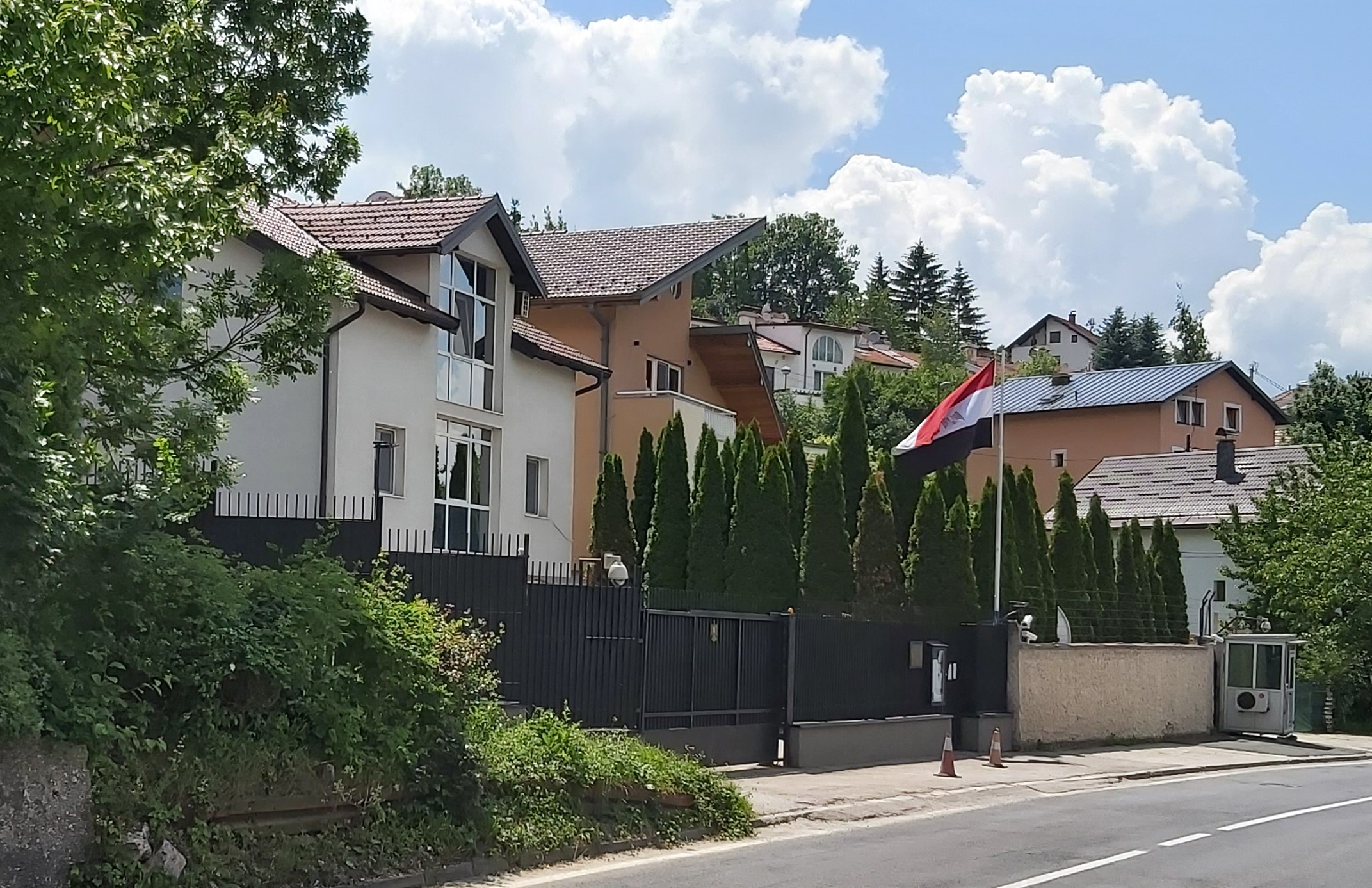
Ambassade à Sarajevo.
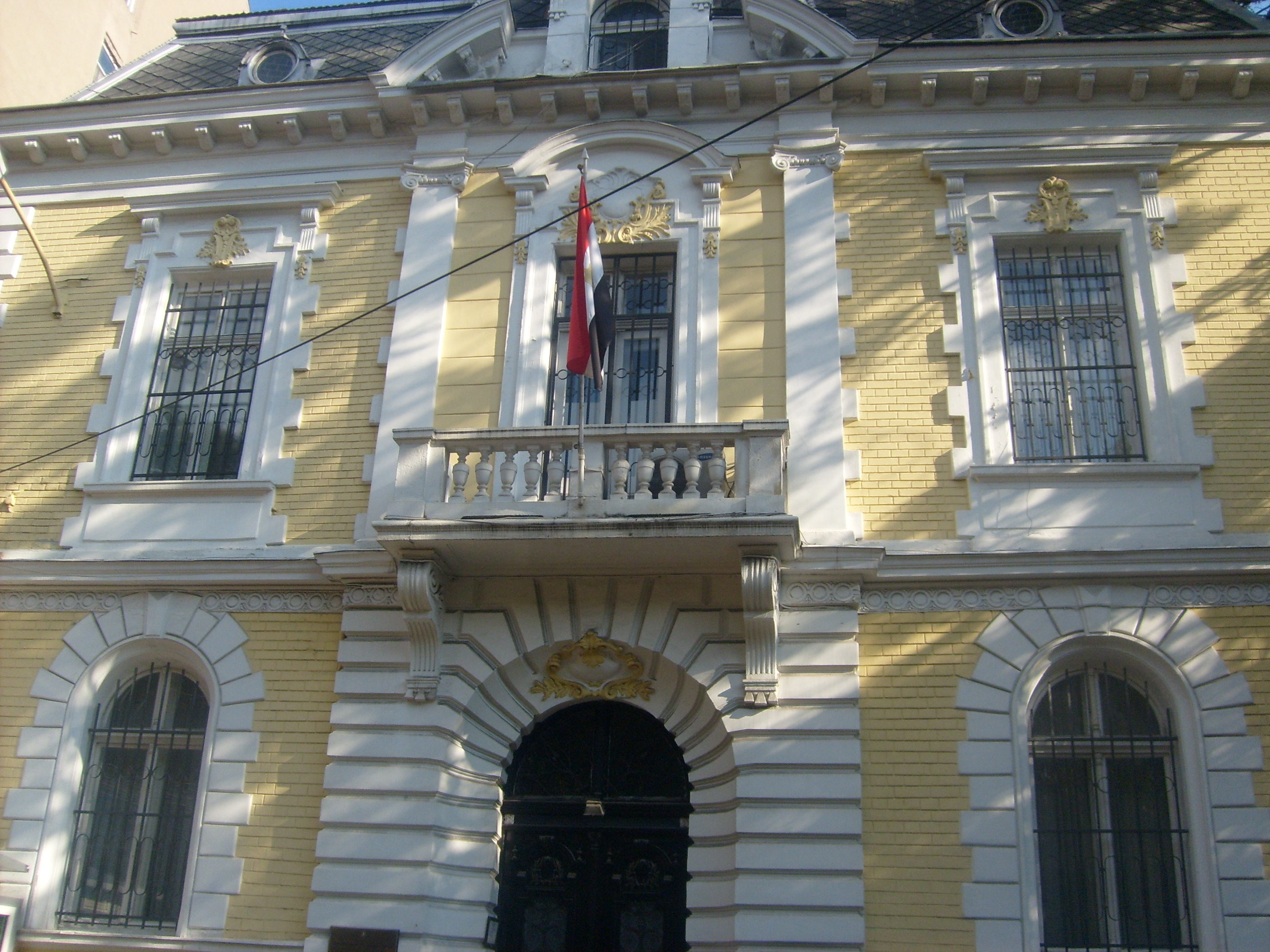
Ambassade à Sofia.
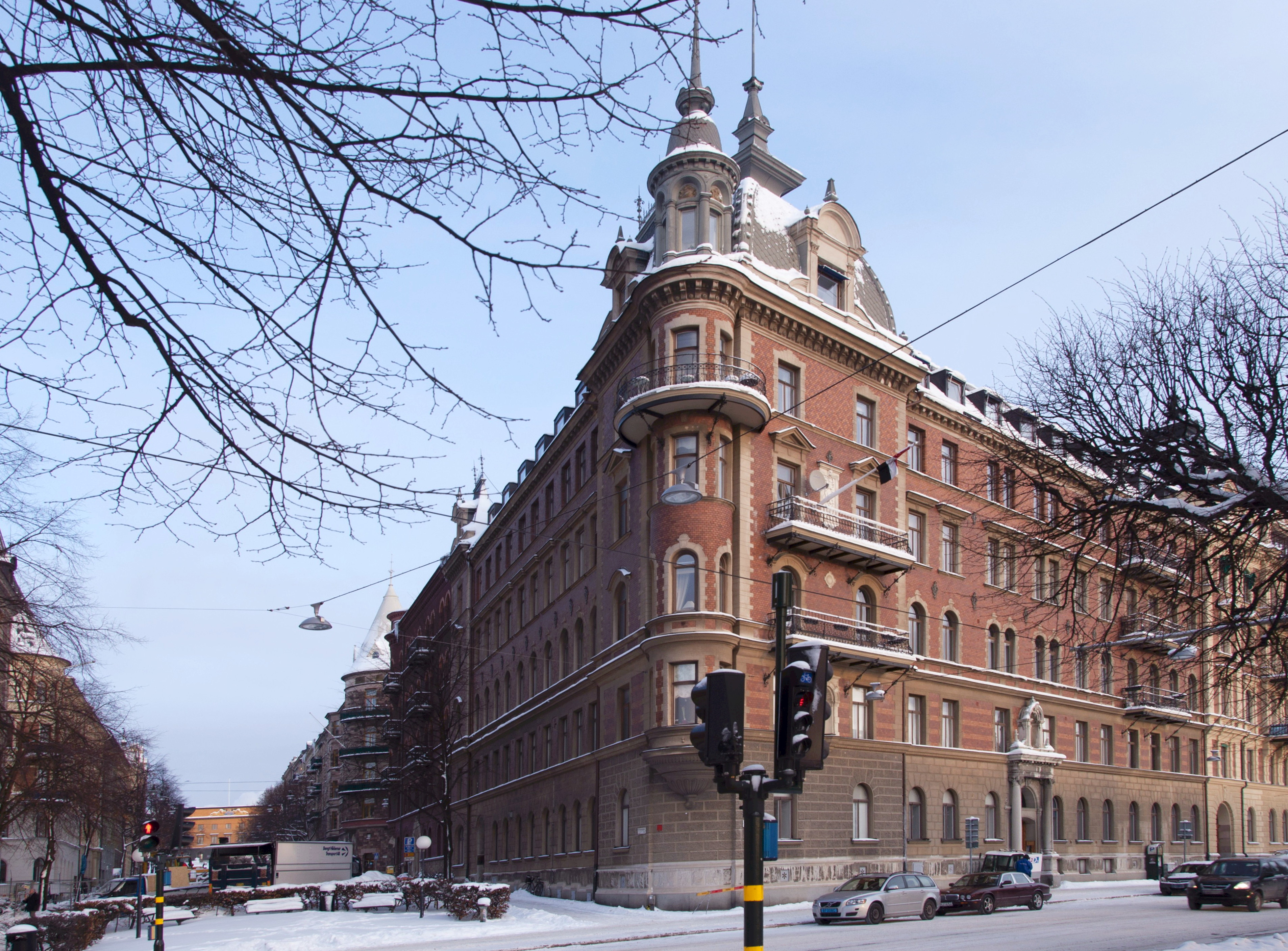
Ambassade à Stockholm.
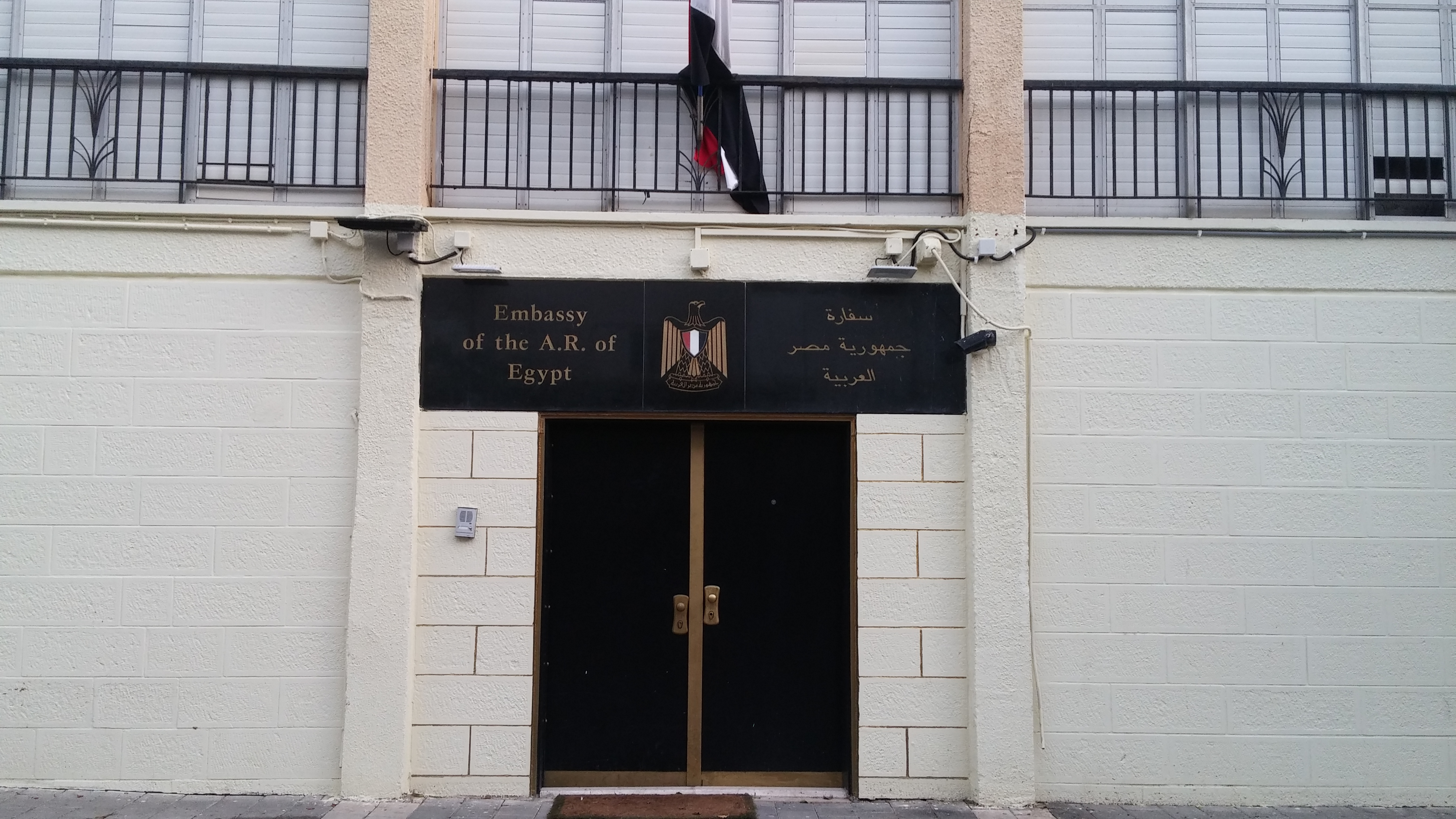
Ambassade à Tel Aviv.
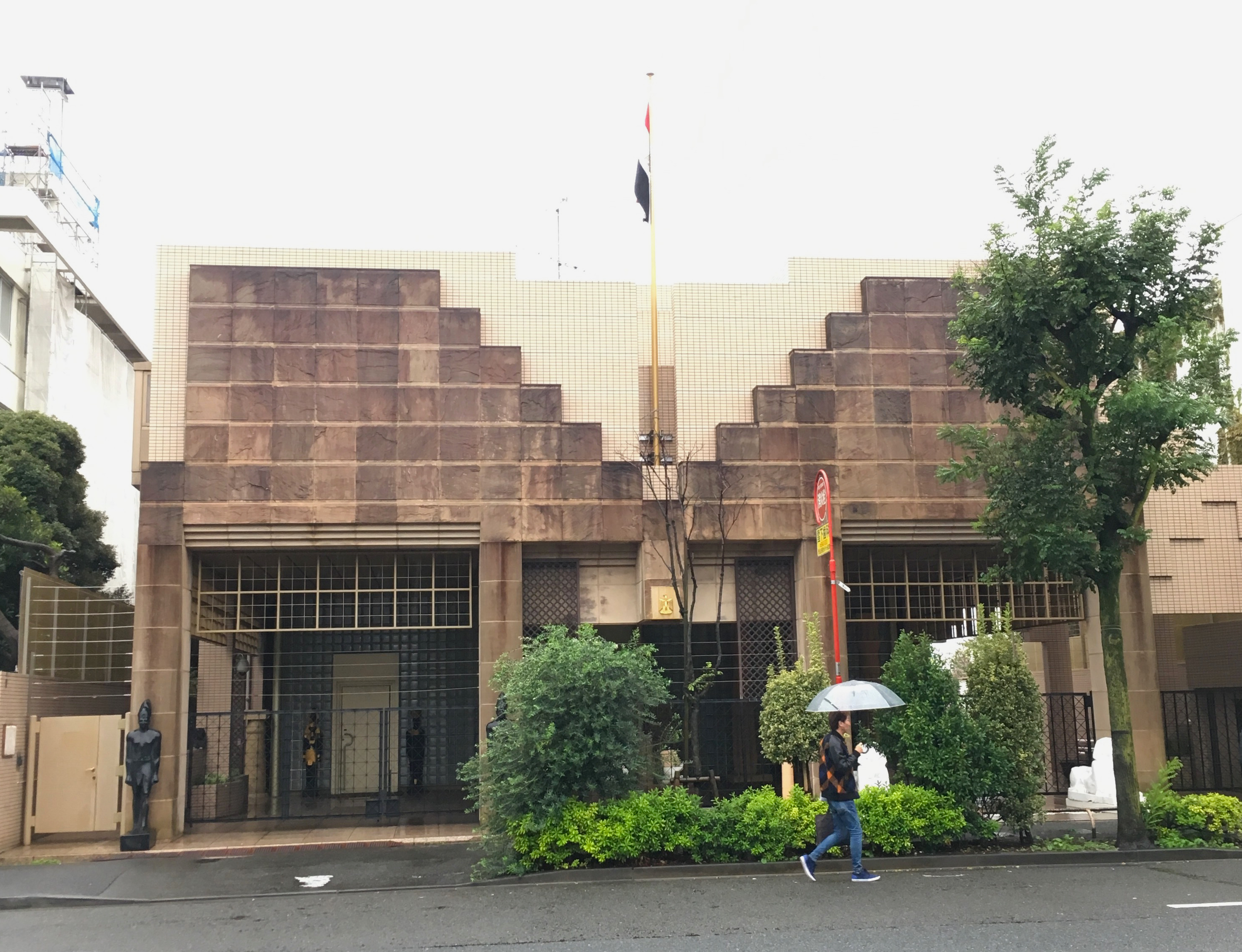
Ambassade à Tokyo.
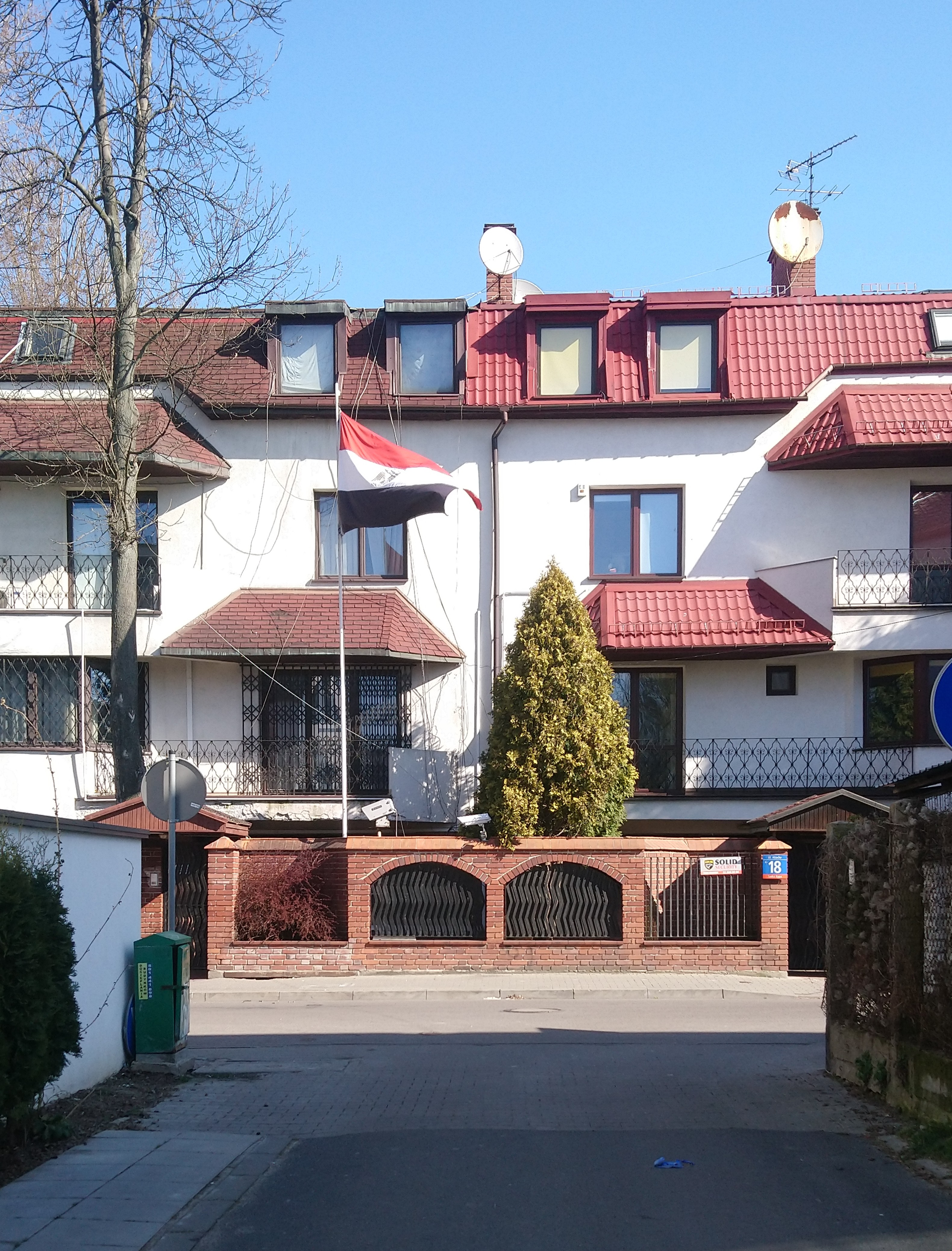
Ambassade à Varsovie.
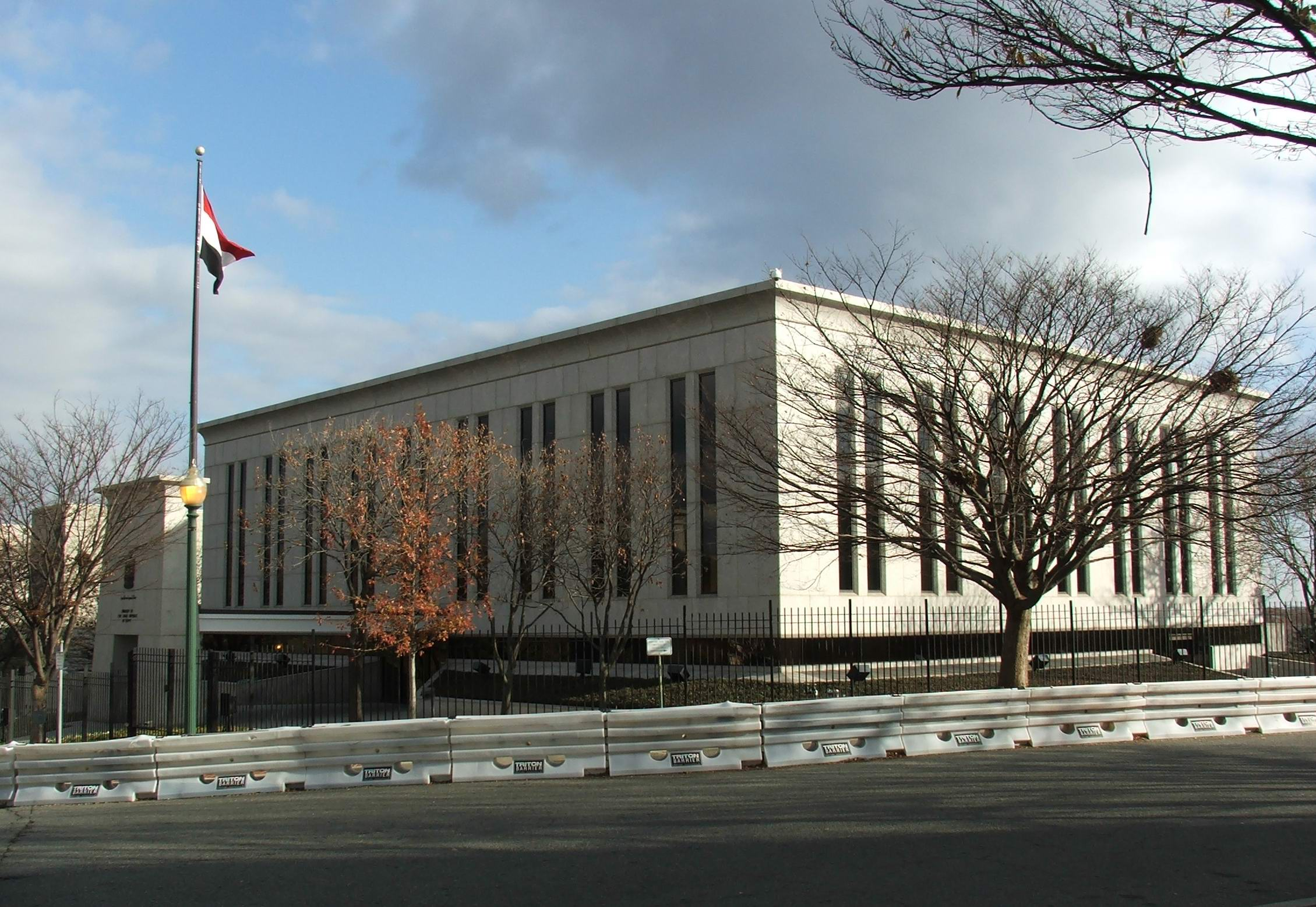
Ambassade à Washington.